# 1887
Portal Geschichte | Portal Biografien | Aktuelle Ereignisse | Jahreskalender | Tagesartikel

◄ |
18. Jahrhundert |
19. Jahrhundert
| 20. Jahrhundert | ►

◄ |
1850er |
1860er |
1870er |
1880er
| 1890er | 1900er | 1910er | ►

◄◄ |
◄ |
1883 |
1884 |
1885 |
1886 |
1887
| 1888 | 1889 | 1890 | 1891 | ► | ►►
Staatsoberhäupter · Wahlen · Nekrolog  · Literaturjahr · Musikjahr   · Sportjahr
| Januar | Januar | Januar | Januar | Januar | Januar | Januar | Januar |
| Kw     | Mo     | Di     | Mi     | Do     | Fr     | Sa     | So     |
| ------ | ------ | ------ | ------ | ------ | ------ | ------ | ------ |
| 52     |        |        |        |        |        | 1      | 2      |
| 1      | 3      | 4      | 5      | 6      | 7      | 8      | 9      |
| 2      | 10     | 11     | 12     | 13     | 14     | 15     | 16     |
| 3      | 17     | 18     | 19     | 20     | 21     | 22     | 23     |
| 4      | 24     | 25     | 26     | 27     | 28     | 29     | 30     |
| 5      | 31     |        |        |        |        |        |        |

| Februar | Februar | Februar | Februar | Februar | Februar | Februar | Februar |
| Kw      | Mo      | Di      | Mi      | Do      | Fr      | Sa      | So      |
| ------- | ------- | ------- | ------- | ------- | ------- | ------- | ------- |
| 5       |         | 1       | 2       | 3       | 4       | 5       | 6       |
| 6       | 7       | 8       | 9       | 10      | 11      | 12      | 13      |
| 7       | 14      | 15      | 16      | 17      | 18      | 19      | 20      |
| 8       | 21      | 22      | 23      | 24      | 25      | 26      | 27      |
| 9       | 28      |         |         |         |         |         |         |

| März | März | März | März | März | März | März | März |
| Kw   | Mo   | Di   | Mi   | Do   | Fr   | Sa   | So   |
| ---- | ---- | ---- | ---- | ---- | ---- | ---- | ---- |
| 9    |      | 1    | 2    | 3    | 4    | 5    | 6    |
| 10   | 7    | 8    | 9    | 10   | 11   | 12   | 13   |
| 11   | 14   | 15   | 16   | 17   | 18   | 19   | 20   |
| 12   | 21   | 22   | 23   | 24   | 25   | 26   | 27   |
| 13   | 28   | 29   | 30   | 31   |      |      |      |

| April | April | April | April | April | April | April | April |
| Kw    | Mo    | Di    | Mi    | Do    | Fr    | Sa    | So    |
| ----- | ----- | ----- | ----- | ----- | ----- | ----- | ----- |
| 13    |       |       |       |       | 1     | 2     | 3     |
| 14    | 4     | 5     | 6     | 7     | 8     | 9     | 10    |
| 15    | 11    | 12    | 13    | 14    | 15    | 16    | 17    |
| 16    | 18    | 19    | 20    | 21    | 22    | 23    | 24    |
| 17    | 25    | 26    | 27    | 28    | 29    | 30    |       |

| Mai | Mai | Mai | Mai | Mai | Mai | Mai | Mai |
| Kw  | Mo  | Di  | Mi  | Do  | Fr  | Sa  | So  |
| --- | --- | --- | --- | --- | --- | --- | --- |
| 17  |     |     |     |     |     |     | 1   |
| 18  | 2   | 3   | 4   | 5   | 6   | 7   | 8   |
| 19  | 9   | 10  | 11  | 12  | 13  | 14  | 15  |
| 20  | 16  | 17  | 18  | 19  | 20  | 21  | 22  |
| 21  | 23  | 24  | 25  | 26  | 27  | 28  | 29  |
| 22  | 30  | 31  |     |     |     |     |     |

| Juni | Juni | Juni | Juni | Juni | Juni | Juni | Juni |
| Kw   | Mo   | Di   | Mi   | Do   | Fr   | Sa   | So   |
| ---- | ---- | ---- | ---- | ---- | ---- | ---- | ---- |
| 22   |      |      | 1    | 2    | 3    | 4    | 5    |
| 23   | 6    | 7    | 8    | 9    | 10   | 11   | 12   |
| 24   | 13   | 14   | 15   | 16   | 17   | 18   | 19   |
| 25   | 20   | 21   | 22   | 23   | 24   | 25   | 26   |
| 26   | 27   | 28   | 29   | 30   |      |      |      |

| Juli | Juli | Juli | Juli | Juli | Juli | Juli | Juli |
| Kw   | Mo   | Di   | Mi   | Do   | Fr   | Sa   | So   |
| ---- | ---- | ---- | ---- | ---- | ---- | ---- | ---- |
| 26   |      |      |      |      | 1    | 2    | 3    |
| 27   | 4    | 5    | 6    | 7    | 8    | 9    | 10   |
| 28   | 11   | 12   | 13   | 14   | 15   | 16   | 17   |
| 29   | 18   | 19   | 20   | 21   | 22   | 23   | 24   |
| 30   | 25   | 26   | 27   | 28   | 29   | 30   | 31   |

| August | August | August | August | August | August | August | August |
| Kw     | Mo     | Di     | Mi     | Do     | Fr     | Sa     | So     |
| ------ | ------ | ------ | ------ | ------ | ------ | ------ | ------ |
| 31     | 1      | 2      | 3      | 4      | 5      | 6      | 7      |
| 32     | 8      | 9      | 10     | 11     | 12     | 13     | 14     |
| 33     | 15     | 16     | 17     | 18     | 19     | 20     | 21     |
| 34     | 22     | 23     | 24     | 25     | 26     | 27     | 28     |
| 35     | 29     | 30     | 31     |        |        |        |        |

| September | September | September | September | September | September | September | September |
| Kw        | Mo        | Di        | Mi        | Do        | Fr        | Sa        | So        |
| --------- | --------- | --------- | --------- | --------- | --------- | --------- | --------- |
| 35        |           |           |           | 1         | 2         | 3         | 4         |
| 36        | 5         | 6         | 7         | 8         | 9         | 10        | 11        |
| 37        | 12        | 13        | 14        | 15        | 16        | 17        | 18        |
| 38        | 19        | 20        | 21        | 22        | 23        | 24        | 25        |
| 39        | 26        | 27        | 28        | 29        | 30        |           |           |

| Oktober | Oktober | Oktober | Oktober | Oktober | Oktober | Oktober | Oktober |
| Kw      | Mo      | Di      | Mi      | Do      | Fr      | Sa      | So      |
| ------- | ------- | ------- | ------- | ------- | ------- | ------- | ------- |
| 39      |         |         |         |         |         | 1       | 2       |
| 40      | 3       | 4       | 5       | 6       | 7       | 8       | 9       |
| 41      | 10      | 11      | 12      | 13      | 14      | 15      | 16      |
| 42      | 17      | 18      | 19      | 20      | 21      | 22      | 23      |
| 43      | 24      | 25      | 26      | 27      | 28      | 29      | 30      |
| 44      | 31      |         |         |         |         |         |         |

| November | November | November | November | November | November | November | November |
| Kw       | Mo       | Di       | Mi       | Do       | Fr       | Sa       | So       |
| -------- | -------- | -------- | -------- | -------- | -------- | -------- | -------- |
| 44       |          | 1        | 2        | 3        | 4        | 5        | 6        |
| 45       | 7        | 8        | 9        | 10       | 11       | 12       | 13       |
| 46       | 14       | 15       | 16       | 17       | 18       | 19       | 20       |
| 47       | 21       | 22       | 23       | 24       | 25       | 26       | 27       |
| 48       | 28       | 29       | 30       |          |          |          |          |

| Dezember | Dezember | Dezember | Dezember | Dezember | Dezember | Dezember | Dezember |
| Kw       | Mo       | Di       | Mi       | Do       | Fr       | Sa       | So       |
| -------- | -------- | -------- | -------- | -------- | -------- | -------- | -------- |
| 48       |          |          |          | 1        | 2        | 3        | 4        |
| 49       | 5        | 6        | 7        | 8        | 9        | 10       | 11       |
| 50       | 12       | 13       | 14       | 15       | 16       | 17       | 18       |
| 51       | 19       | 20       | 21       | 22       | 23       | 24       | 25       |
| 52       | 26       | 27       | 28       | 29       | 30       | 31       |          |

| Januar | Januar | Januar | Januar | Januar | Januar | Januar | Januar |
| Kw     | Mo     | Di     | Mi     | Do     | Fr     | Sa     | So     |
| ------ | ------ | ------ | ------ | ------ | ------ | ------ | ------ |
| 52     |        |        |        |        |        | 1      | 2      |
| 1      | 3      | 4      | 5      | 6      | 7      | 8      | 9      |
| 2      | 10     | 11     | 12     | 13     | 14     | 15     | 16     |
| 3      | 17     | 18     | 19     | 20     | 21     | 22     | 23     |
| 4      | 24     | 25     | 26     | 27     | 28     | 29     | 30     |
| 5      | 31     |        |        |        |        |        |        |

| Februar | Februar | Februar | Februar | Februar | Februar | Februar | Februar |
| Kw      | Mo      | Di      | Mi      | Do      | Fr      | Sa      | So      |
| ------- | ------- | ------- | ------- | ------- | ------- | ------- | ------- |
| 5       |         | 1       | 2       | 3       | 4       | 5       | 6       |
| 6       | 7       | 8       | 9       | 10      | 11      | 12      | 13      |
| 7       | 14      | 15      | 16      | 17      | 18      | 19      | 20      |
| 8       | 21      | 22      | 23      | 24      | 25      | 26      | 27      |
| 9       | 28      |         |         |         |         |         |         |

| März | März | März | März | März | März | März | März |
| Kw   | Mo   | Di   | Mi   | Do   | Fr   | Sa   | So   |
| ---- | ---- | ---- | ---- | ---- | ---- | ---- | ---- |
| 9    |      | 1    | 2    | 3    | 4    | 5    | 6    |
| 10   | 7    | 8    | 9    | 10   | 11   | 12   | 13   |
| 11   | 14   | 15   | 16   | 17   | 18   | 19   | 20   |
| 12   | 21   | 22   | 23   | 24   | 25   | 26   | 27   |
| 13   | 28   | 29   | 30   | 31   |      |      |      |

| April | April | April | April | April | April | April | April |
| Kw    | Mo    | Di    | Mi    | Do    | Fr    | Sa    | So    |
| ----- | ----- | ----- | ----- | ----- | ----- | ----- | ----- |
| 13    |       |       |       |       | 1     | 2     | 3     |
| 14    | 4     | 5     | 6     | 7     | 8     | 9     | 10    |
| 15    | 11    | 12    | 13    | 14    | 15    | 16    | 17    |
| 16    | 18    | 19    | 20    | 21    | 22    | 23    | 24    |
| 17    | 25    | 26    | 27    | 28    | 29    | 30    |       |

| Mai | Mai | Mai | Mai | Mai | Mai | Mai | Mai |
| Kw  | Mo  | Di  | Mi  | Do  | Fr  | Sa  | So  |
| --- | --- | --- | --- | --- | --- | --- | --- |
| 17  |     |     |     |     |     |     | 1   |
| 18  | 2   | 3   | 4   | 5   | 6   | 7   | 8   |
| 19  | 9   | 10  | 11  | 12  | 13  | 14  | 15  |
| 20  | 16  | 17  | 18  | 19  | 20  | 21  | 22  |
| 21  | 23  | 24  | 25  | 26  | 27  | 28  | 29  |
| 22  | 30  | 31  |     |     |     |     |     |

| Juni | Juni | Juni | Juni | Juni | Juni | Juni | Juni |
| Kw   | Mo   | Di   | Mi   | Do   | Fr   | Sa   | So   |
| ---- | ---- | ---- | ---- | ---- | ---- | ---- | ---- |
| 22   |      |      | 1    | 2    | 3    | 4    | 5    |
| 23   | 6    | 7    | 8    | 9    | 10   | 11   | 12   |
| 24   | 13   | 14   | 15   | 16   | 17   | 18   | 19   |
| 25   | 20   | 21   | 22   | 23   | 24   | 25   | 26   |
| 26   | 27   | 28   | 29   | 30   |      |      |      |

| Juli | Juli | Juli | Juli | Juli | Juli | Juli | Juli |
| Kw   | Mo   | Di   | Mi   | Do   | Fr   | Sa   | So   |
| ---- | ---- | ---- | ---- | ---- | ---- | ---- | ---- |
| 26   |      |      |      |      | 1    | 2    | 3    |
| 27   | 4    | 5    | 6    | 7    | 8    | 9    | 10   |
| 28   | 11   | 12   | 13   | 14   | 15   | 16   | 17   |
| 29   | 18   | 19   | 20   | 21   | 22   | 23   | 24   |
| 30   | 25   | 26   | 27   | 28   | 29   | 30   | 31   |

| August | August | August | August | August | August | August | August |
| Kw     | Mo     | Di     | Mi     | Do     | Fr     | Sa     | So     |
| ------ | ------ | ------ | ------ | ------ | ------ | ------ | ------ |
| 31     | 1      | 2      | 3      | 4      | 5      | 6      | 7      |
| 32     | 8      | 9      | 10     | 11     | 12     | 13     | 14     |
| 33     | 15     | 16     | 17     | 18     | 19     | 20     | 21     |
| 34     | 22     | 23     | 24     | 25     | 26     | 27     | 28     |
| 35     | 29     | 30     | 31     |        |        |        |        |

| September | September | September | September | September | September | September | September |
| Kw        | Mo        | Di        | Mi        | Do        | Fr        | Sa        | So        |
| --------- | --------- | --------- | --------- | --------- | --------- | --------- | --------- |
| 35        |           |           |           | 1         | 2         | 3         | 4         |
| 36        | 5         | 6         | 7         | 8         | 9         | 10        | 11        |
| 37        | 12        | 13        | 14        | 15        | 16        | 17        | 18        |
| 38        | 19        | 20        | 21        | 22        | 23        | 24        | 25        |
| 39        | 26        | 27        | 28        | 29        | 30        |           |           |

| Oktober | Oktober | Oktober | Oktober | Oktober | Oktober | Oktober | Oktober |
| Kw      | Mo      | Di      | Mi      | Do      | Fr      | Sa      | So      |
| ------- | ------- | ------- | ------- | ------- | ------- | ------- | ------- |
| 39      |         |         |         |         |         | 1       | 2       |
| 40      | 3       | 4       | 5       | 6       | 7       | 8       | 9       |
| 41      | 10      | 11      | 12      | 13      | 14      | 15      | 16      |
| 42      | 17      | 18      | 19      | 20      | 21      | 22      | 23      |
| 43      | 24      | 25      | 26      | 27      | 28      | 29      | 30      |
| 44      | 31      |         |         |         |         |         |         |

| November | November | November | November | November | November | November | November |
| Kw       | Mo       | Di       | Mi       | Do       | Fr       | Sa       | So       |
| -------- | -------- | -------- | -------- | -------- | -------- | -------- | -------- |
| 44       |          | 1        | 2        | 3        | 4        | 5        | 6        |
| 45       | 7        | 8        | 9        | 10       | 11       | 12       | 13       |
| 46       | 14       | 15       | 16       | 17       | 18       | 19       | 20       |
| 47       | 21       | 22       | 23       | 24       | 25       | 26       | 27       |
| 48       | 28       | 29       | 30       |          |          |          |          |

| Dezember | Dezember | Dezember | Dezember | Dezember | Dezember | Dezember | Dezember |
| Kw       | Mo       | Di       | Mi       | Do       | Fr       | Sa       | So       |
| -------- | -------- | -------- | -------- | -------- | -------- | -------- | -------- |
| 48       |          |          |          | 1        | 2        | 3        | 4        |
| 49       | 5        | 6        | 7        | 8        | 9        | 10       | 11       |
| 50       | 12       | 13       | 14       | 15       | 16       | 17       | 18       |
| 51       | 19       | 20       | 21       | 22       | 23       | 24       | 25       |
| 52       | 26       | 27       | 28       | 29       | 30       | 31       |          |

## Ereignisse

### Politik und Weltgeschehen

#### Europa

Die Ergebnisse der Reichstagswahl nach Wahlkreisen

- 1. Januar Numa Droz wird für dieses Jahr Schweizer Bundespräsident.
- 14. Januar: Der deutsche Reichstag wird aufgelöst, nachdem eine Vorlage der Regierung Otto von Bismarcks, das Heer um etwa 10 Prozent aufzustocken und das Heeresgesetz um weitere sieben Jahre zu verlängern, abgelehnt worden ist. Bei der folgenden Reichstagswahl am 21. Februar gewinnen die sogenannten „Kartellparteien“.
- 12. Februar: Die Mittelmeerentente entsteht durch ein Abkommen, das Großbritannien und Italien unter der Vermittlung des deutschen Reichskanzlers Otto von Bismarck schließen. Die Vertragsparteien wollen den Status quo im Mittelmeer bewahren.
- 30. April: Reichskanzler Otto von Bismarck verfügt, dass der Zollbeamte Wilhelm Schnäbele freigelassen wird. Der Franzose war bei einer Dienstbesprechung auf deutschem Boden wegen angeblicher Spionage verhaftet worden. Die bei der Schnäbele-Affäre entstandene diplomatische Krise wird damit beigelegt.

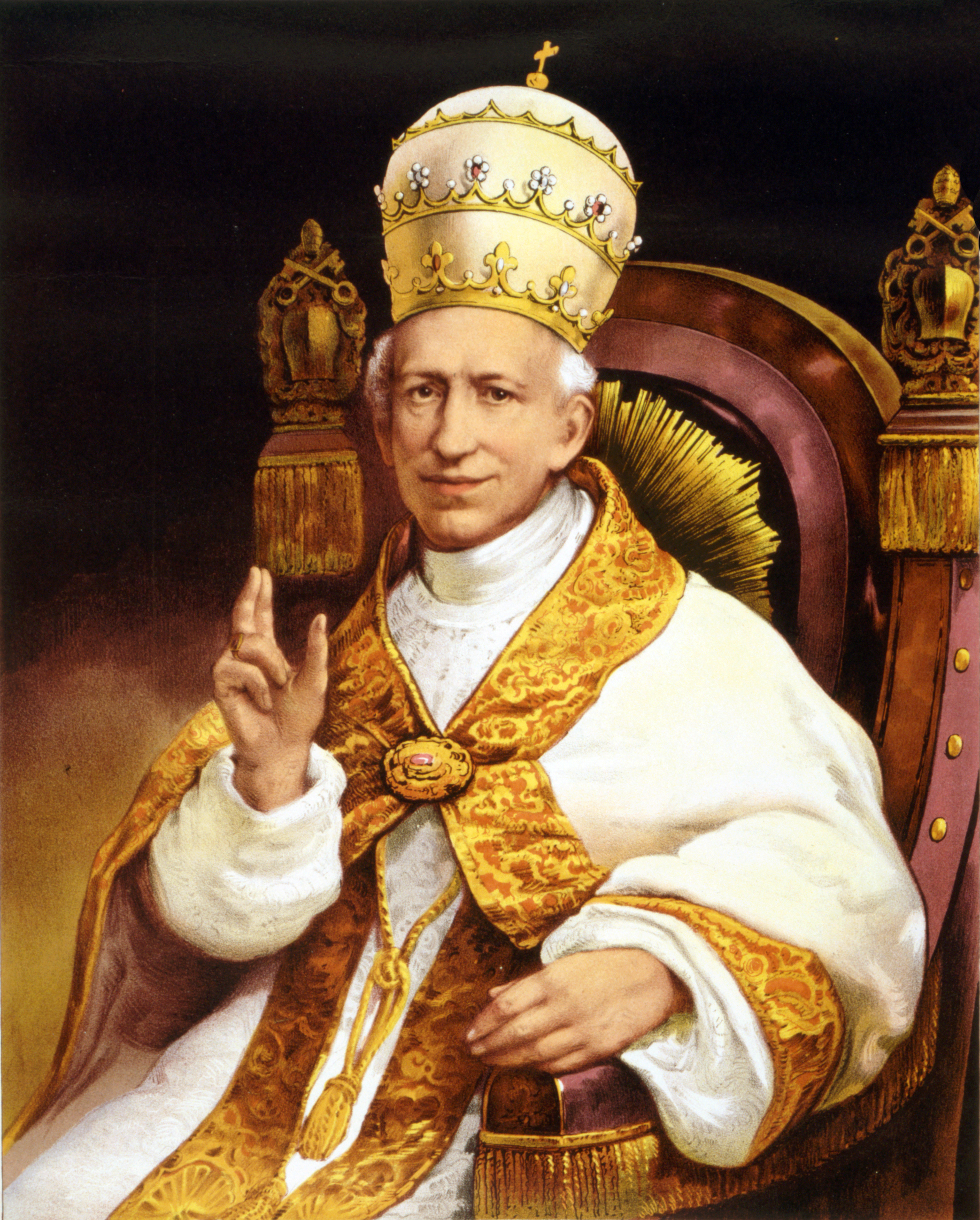
Leo XIII.

- 23. Mai: Papst Leo XIII. beendet den Kulturkampf mit dem deutschen Kaiserreich. Die Kirche akzeptiert unter anderem Zivilehe, staatliche Schulaufsicht und das Politikverbot für Priester.
- 18. Juni: Der Rückversicherungsvertrag, ein auf drei Jahre befristetes geheimes Neutralitätsabkommen zwischen dem Deutschen Kaiserreich und Russland, wird von Reichskanzler Otto von Bismarck und dem russischen Außenminister Nikolai Giers unterzeichnet.

#### Afrika

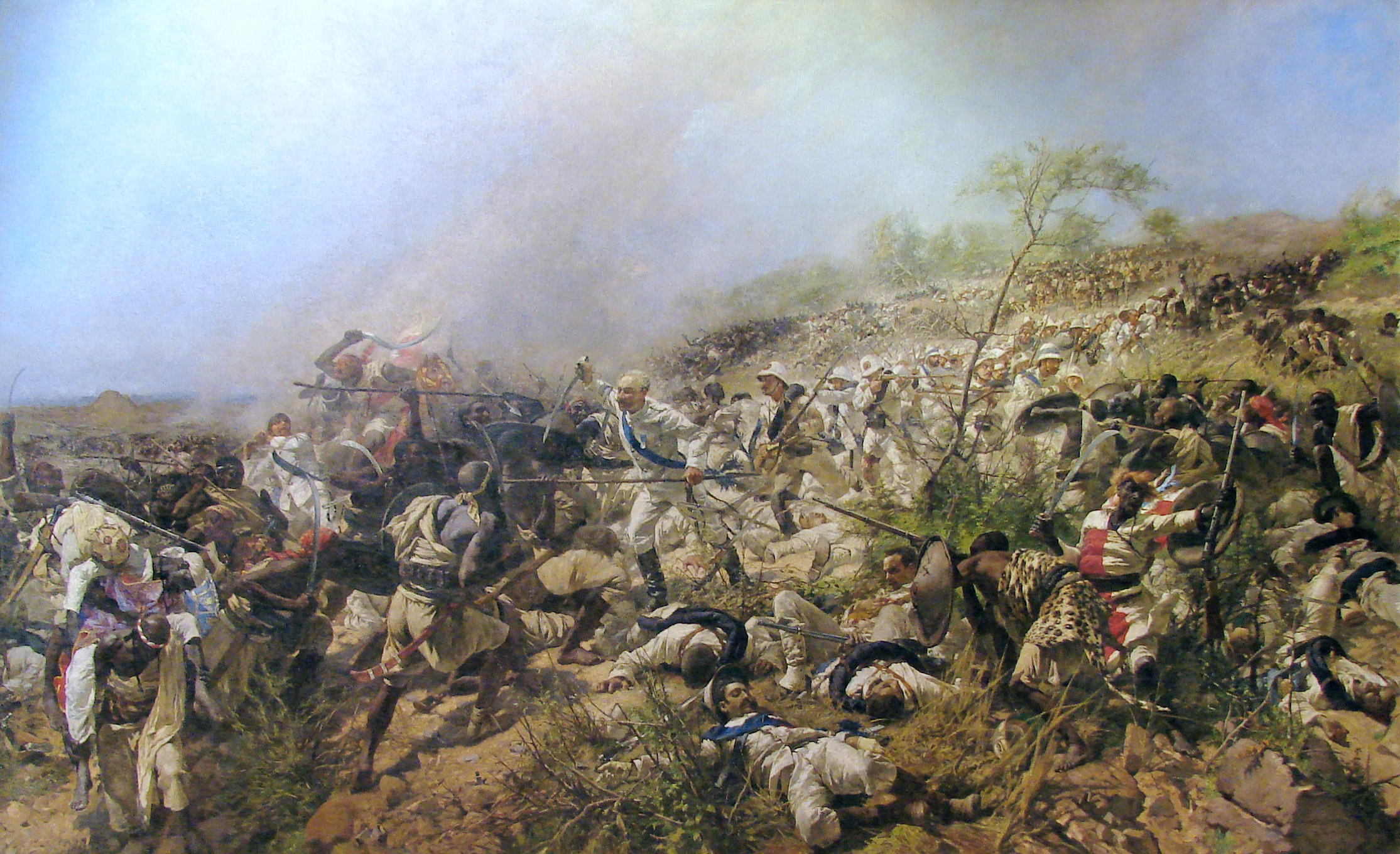
Michele Cammarano: Schlacht von Dogali

- 26. Januar: In der Schlacht bei Dogali besiegt ein übermächtiges äthiopisches Heer eine 500 Mann starke, in das abessinische Hochland vorrückende, italienische Truppe. Die Niederlage wird zur Prestigefrage für Italien und es verstärkt seine militärischen Anstrengungen in Ostafrika, die auf eine Kolonie Eritrea abzielen.

#### Amerika
- 8. Februar: Privatisierung des Reservatlandes der US-amerikanischen Indianer durch den Dawes Act
- 3. Mai: Bei dem Grubenunglück von Nanaimo, British Columbia, Kanada sterben 150 Bergleute, nur sieben überleben.
- 11. November: In Chicago werden Albert Parsons, August Spies, George Engel und Adolph Fischer für den Haymarket Riot gehenkt. Es gab keine Beweise für eine Verbindung der dafür angeklagten Anarchisten zum Bombenanschlag. Internationale Proteste gegen das Urteil bleiben wirkungslos.
- 13. November: Über 20.000 Arbeiter folgen in Chicago dem Trauerzug für die vier vor zwei Tagen hingerichteten Teilnehmer eines Streiks, die ein Gericht für den Haymarket Riot verantwortlich gemacht hat.

#### Asien
- Oktober: Durch französische Dekrete wird aus den französischen Protektoraten Tonkin, Annam, Cochinchina und Kambodscha die Indochinesische Union gebildet.

### Wirtschaft

#### DerMerchandising Marks Act
- 23. August: Großbritannien verlangt im parlamentarisch verabschiedeten Merchandising Marks Act auf allen importierten Industrieprodukten künftig die Angabe des Ursprungslandes. Der Begriff „Made in Germany“ entsteht. Deutsche Erzeugnisse wurden in Britannien mit diesem Stempel versehen, um sie als minderwertig darzustellen. Durch die Hochwertigkeit der Waren wird wider Willen daraus ein Qualitätssiegel und der Verkauf steigt.

#### Messen und Ausstellungen
- 7.–16. Mai: Die von der Sächsischen Gesellschaft für Botanik und Gartenbau durchgeführte 1. Internationale Gartenbauausstellung ist trotz ihres Namens nicht die erste Internationale Gartenbauausstellung. Die Planung und Leitung der Vorbereitungsarbeiten übernehmen der Kunst- und Handelsgärtner Traugott Jacob Herrmann Seidel und der Garteningenieur Max Bertram. Auf einer Fläche von ca. 11,2 Hektar befinden sich insgesamt 26 Pavillons in meist historisierenden Stilformen mit über 500 Ausstellern, das Ausstellungsgelände ist nach dem Vorbild eines romantischen englischen Landschaftsgartens gestaltet. Wegen des großen Zuspruchs entscheiden sich die Veranstalter, die ursprünglich nur bis zum 15. Mai geplante Schau um einen Tag zu verlängern. Insgesamt besuchen rund 200.000 Menschen die Ausstellung.

#### Patente und Urheberrecht
- 29. September: Emil Berliner meldet das von ihm erfundene Grammophon zum Patent an.
- 5. Dezember: Die im Jahr zuvor auf Initiative Victor Hugos verabschiedete Berner Übereinkunft zum Schutz von Werken der Literatur und Kunst tritt in Kraft. Dieser völkerrechtliche Vertrag zwischen Belgien, Deutschland, Frankreich, Großbritannien, Italien, der Schweiz, Spanien und Tunesien begründet zum ersten Mal die Anerkennung des Urheberrechts zwischen souveränen Nationen.
- Edward Butler erhält ein Patent auf sein Petrol-Cycle, ein motorbetriebenes Dreirad.

#### Unternehmensgründungen/-übernahmen
- 4. März: Als George Hearst sein Amt als Senator antritt, übergibt er seinem Sohn William Randolph Hearst das Management seiner Zeitung The Daily Examiner, die dieser in San Francisco Examiner umbenennt. Damit beginnt der allmähliche Aufbau eines Zeitungsimperiums.
- 8. März: Die Wicküler-Brauerei in Elberfeld wird in eine Aktien-Gesellschaft umgewandelt. Am 2. Juni nimmt sie die Herstellung von Pilsner Bier auf.
- 22. März: In Kolumbien erscheint die Erstausgabe der Tageszeitung El Espectador, der heute ältesten Zeitung des Landes.
- 1. Dezember: Ein in Singapur eröffneter Bungalow im Kolonialstil mit zehn Zimmern bildet die Ausgangsbasis für das inzwischen luxuriös gestaltete Raffles Hotel.
- 19. Dezember: Die Deutsche Kolonialgesellschaft wird gegründet.

#### Verkehr
- 23. Mai: Der erste fahrplanmäßige Zug erreicht das westkanadische Vancouver auf der Canadian Pacific Railway. Damit geht diese transkontinentale Strecke nach rund vierjähriger Bauzeit offiziell in Betrieb.
- 3. Juni: Der deutsche Kaiser Wilhelm I. legt bei Kiel-Holtenau den Grundstein für den Nord-Ostsee-Kanal.

### Wissenschaft und Technik
- Das Klärwerk Niederrad nimmt seinen Betrieb auf.
- 18. Januar: Erstsynthese des Amphetamins durch Lazăr Edeleanu an der Friedrich-Wilhelms-Universität Berlin
- 7. März: In Raleigh (North Carolina) wird die North Carolina State University gegründet.
- 16. Mai: Emil Berliner stellt in Washington, D.C. das von ihm erfundene Grammophon vor.
- 4. Juni: In Paris wird das Institut Pasteur gegründet. Neben Forschungs- und Beratungsaufgaben steht die Überwachung von Infektionskrankheiten im Vordergrund seiner Tätigkeit.

Esperanto-Flagge

- 26. Juli: Geschichte des Esperanto: Zuerst auf Russisch veröffentlicht Ludwik Lejzer Zamenhof in Warschau unter dem Pseudonym Doktoro Esperanto das Lehrbuch über seine „Internationale Sprache“. Weitere Broschüren in anderen Sprachen folgen rasch. Das Pseudonym bleibt als Name der Sprache haften: Esperanto.
- 23. September: William Muir gründet in Britisch-Indien die University of Allahabad.
- 17. Oktober: Bremer Silbermünzenfund

Michelson-Morley

- Albert A. Michelson und Edward W. Morley führen ihr Experiment zur Bestimmung der absoluten Geschwindigkeit der Erde im Äther durch; es geht negativ aus (siehe Michelson-Morley-Experiment).
- Ferdinand Tönnies veröffentlicht als erster Deutscher eine theoretische Grundlegung der Soziologie Gemeinschaft und Gesellschaft.
- Svante Arrhenius veröffentlicht seine Theorie der elektrolytischen Dissoziation.
- Einführung der Petrischale in die Laborpraxis der Biologie und Medizin durch Julius Richard Petri

### Kultur
- 5. Dezember: Die Berner Übereinkunft zum Schutz von Werken der Literatur und Kunst tritt im Deutschen Reich in Kraft.

#### Architektur und Bildende Kunst

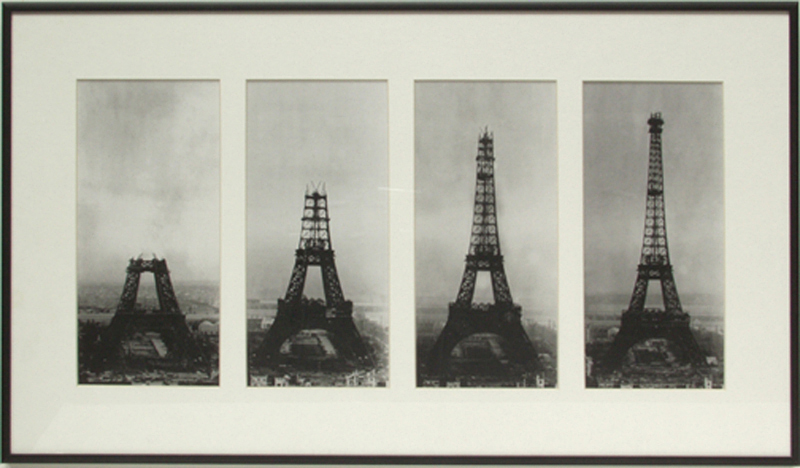
Bau des Eiffelturms bis 1889

- 28. Januar: In Paris beginnt der Bau des Eiffelturms.
- 21. August: In Antwerpen wird auf dem Großen Markt der Brabobrunnen enthüllt.
- Der Bau am Bischofspalast von Astorga beginnt unter der Leitung von Antoni Gaudí.
- John Collier malt Lilith.

#### Literatur

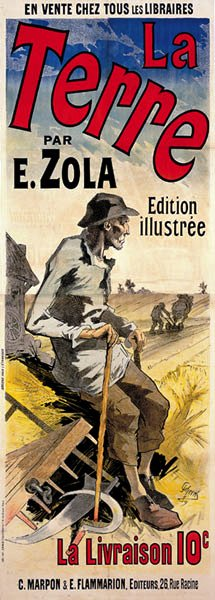
Werbeplakat für Die Erde aus dem Jahre 1887

#### Musik und Theater
- 5. Februar: Die Oper Otello von Giuseppe Verdi nach dem gleichnamigen Theaterstück von William Shakespeare mit dem Libretto von Arrigo Boito wird am Teatro alla Scala in Mailand mit triumphalem Erfolg uraufgeführt. Nur Verdi selbst ist mit der Aufführung nicht zufrieden. Francesco Tamagno singt die Titelpartie des Otello, Romilda Pantaleoni die Desdemona und Victor Maurel den Jago.
- 16. März: Uraufführung der Oper Proserpine von Camille Saint-Saëns an der Grand Opéra Paris
- 18. Juni: Uraufführung der komischen Oper Die Musikanten von Friedrich von Flotow in Mannheim
- 29. Oktober: Uraufführung der Operette Die sieben Schwaben von Karl Millöcker am Theater an der Wien in Wien
- 14. November: August Strindbergs Drama Fadren (Der Vater) hat seine Uraufführung in Kopenhagen.

#### Sonstiges
- 3. Dezember: In Amsterdam gibt der Circus Carré im Theater Carré seine erste Vorstellung. Das Theater entsteht als festes Quartier des Zirkus über die Wintermonate.
- Gründung der National University of Fine Arts and Music in Tokio
- Gründung des Archäologischen Nationalmuseums in Tarent

### Religion
- 29. April: Die im Kulturkampf rund zwölf Jahre zuvor mit dem Klostergesetz aus Preußen ausgeschlossenen kirchlichen Orden werden dort gesetzlich wieder zugelassen, ausgenommen bleiben jedoch Jesuiten.
- 25. Oktober: Zwanzig Priester gründen den Münchner Katechetenverein, der zur Keimzelle für den Deutschen Katecheten-Verein werden sollte.
- 22. Dezember: In der Enzyklika Officio sanctissimo äußert sich Papst Leo XIII. über die Kirche im Königreich Bayern.

### Katastrophen
- 20. Januar: An der brasilianischen Küste kollidiert das britische Auswandererschiff Kapunda mit der Bark Ada Melmore und sinkt innerhalb von fünf Minuten (297 Tote).
- 23. Februar: Die Côte d’Azur wird von einem starken Erdbeben getroffen, das etwa 2.000 Menschen ihr Leben kostet.
- 17. April: Der britische Passagierdampfer Tasmania strandet an der Südküste von Korsika, 35 Menschen sterben.
- Eine Flutkatastrophe am Gelben Fluss in China kostet 900.000 Menschen das Leben.
- 19. November: Im Ärmelkanal sinkt der niederländische Ozeandampfer W. A. Scholten nach der Kollision mit einem britischen Kohlenfrachter. 132 Passagiere und Besatzungsmitglieder sterben.

Kleinere Unglücksfälle sind in den Unterartikeln von Katastrophe und in der Liste von Katastrophen aufgeführt.

### Natur und Umwelt
- 23. Juni: In Kanada entsteht mit dem „Rocky Mountains Park Act“ die gesetzliche Grundlage für den Banff-Nationalpark, den ältesten kanadischen Nationalpark.
- 19. August: Es ereignet sich eine totale Sonnenfinsternis.

### Sport
- 29. September: Der SC Germania von 1887 wird gegründet. Am 1. Juni 1919 entsteht aus ihm und den Vereinen „Hamburger FC 1888“ und „FC Falke 1906“ durch Zusammenschluss der Hamburger SV.
- 6. November: Der schottische Fußballclub Celtic Glasgow wird als Celtic Football and Athletic Club gegründet.

## Geboren

### Januar
- 01. Januar: Franz Angel, österreichischer Mineraloge, Petrograph und Hochschullehrer († 1974)

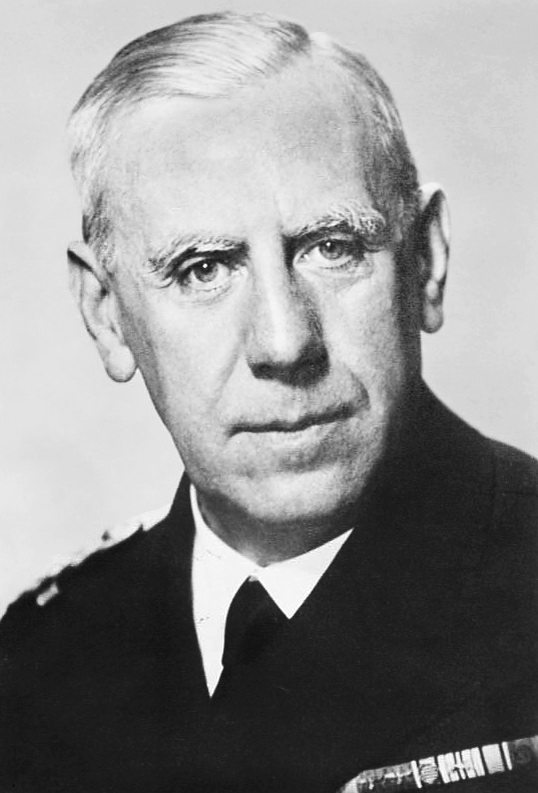
Wilhelm Canaris, 1940

- 01. Januar: Wilhelm Canaris, deutscher Admiral, Beteiligter des Aufstandes vom 20. Juli 1944 († 1945)
- 01. Januar: Josef Opatoschu, jiddischer Schriftsteller († 1954)
- 01. Januar: Joseph T. Rucker, US-amerikanischer Kameramann († 1957)
- 02. Januar: Erich Franz Leischner, österreichischer Architekt († 1970)
- 02. Januar: Jules Moriceau, französischer Automobilrennfahrer († 1977)
- 03. Januar: Karl Baier, deutscher Politiker und Widerstandskämpfer († 1973)
- 03. Januar: Nicolás Kardinal Fasolino, Erzbischof von Santa Fe de la Vera Cruz († 1969)

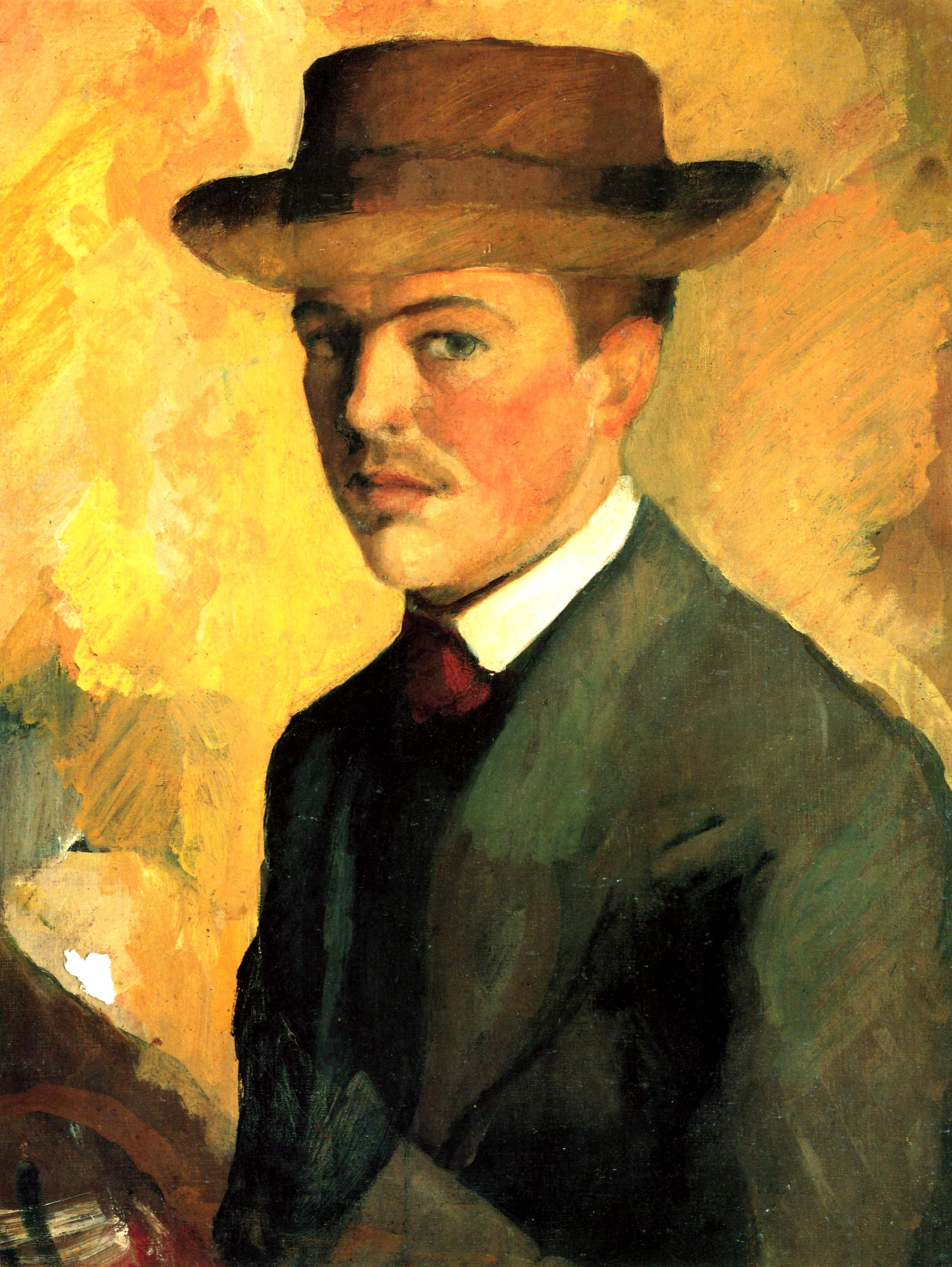
August Macke, Selbstporträt mit Hut, 1909

- 03. Januar: August Macke, deutscher Maler des Expressionismus († 1914)
- 05. Januar: Jean-Fernand Audeguil, französischer Politiker († 1956)
- 05. Januar: Courtney Hicks Hodges, US-amerikanischer 4-Sterne-General († 1966)
- 06. Januar: Eugen von Quadt zu Wykradt und Isny, deutscher Politiker († 1940)
- 07. Januar: Johannes Maximilian Avenarius, deutscher Maler, Grafiker und Illustrator († 1954)
- 07. Januar: Kurt Schneider, deutscher Psychiater († 1967)
- 07. Januar: Thomas Wimmer, deutscher Politiker und Oberbürgermeister Münchens († 1964)
- 08. Januar: Jan Akkersdijk, niederländischer Fußballspieler († 1953)
- 08. Januar: Jakob Strebel, Schweizer Jurist und Politiker († 1965)
- 09. Januar: Sammy Davis, britischer Automobilrennfahrer und Journalist († 1981)
- 10. Januar: Robinson Jeffers, US-amerikanischer Lyriker, Dramatiker und Naturphilosoph († 1962)
- 10. Januar: Paul Schwandt,  einer der ersten Flugzeugführer in Mecklenburg († 1920)
- 11. Januar: Juan Carlos Dávalos, argentinischer Schriftsteller († 1959)
- 11. Januar: Aldo Leopold, US-amerikanischer Forstwissenschaftler und Ökologe († 1948)
- 13. Januar: Friedrich Gogarten, deutscher lutherischer Theologe († 1967)
- 15. Januar: Willy Seidel, deutscher Schriftsteller († 1934)
- 16. Januar: Kasai Zenzō, japanischer Schriftsteller († 1928)
- 19. Januar: Andrei Schkuro, russischer General († 1947)
- 21. Januar: Andrej Andrejew, russischer Filmarchitekt, Zeichner und Bühnenbildner († 1967)
- 21. Januar: Wolfgang Köhler, deutsch-baltisch-US-amerikanischer Psychologe, Mitbegründer der Gestaltpsychologie († 1967)
- 21. Januar: Georges Vézina, kanadischer Eishockeyspieler († 1926)
- 22. Januar: Franz Klebusch, deutscher Schauspieler († 1951)
- 22. Januar: David W. Stewart, US-amerikanischer Politiker († 1974)
- 23. Januar: József Reményi, ungarischer Bildhauer und Medailleur († 1977)
- 26. Januar: François Faber, luxemburgischer Radrennfahrer († 1915)
- 27. Januar: Carl Blegen, US-amerikanischer Archäologe († 1971)
- 28. Januar: Arthur Rubinstein, polnisch-US-amerikanischer Pianist († 1982)
- 29. Januar: August Wilhelm von Preußen, preußischer Prinz († 1949)
- 29. Januar: René A. Spitz, österreichisch-amerikanischer Psychoanalytiker († 1974)
- 30. Januar: Lotte Pritzel, deutsche Puppenmacherin, Kostümbildnerin und Zeichnerin († 1952)

### Februar
- 02. Februar: Ernst Hanfstaengl, früher Unterstützer Hitlers, Pressechef der NSDAP († 1975)
- 03. Februar: Otto Bäurle, deutscher Leichtathlet († 1951)
- 03. Februar: Max Josef Metzger, deutscher katholischer Priester und NS-Opfer († 1944)
- 03. Februar: Georg Trakl, österreichischer Dichter († 1914)
- 04. Februar: Erna von Abendroth, deutsche Krankenschwester († 1959)
- 04. Februar: Stasys Šimkus, litauischer Komponist († 1943)
- 05. Februar: Richard Gölz, deutscher Kirchenmusiker und Theologe († 1975)
- 05. Februar: Albert Paris Gütersloh, österreichischer Maler und Schriftsteller († 1973)
- 06. Februar: Joseph Kardinal Frings, Erzbischof von Köln († 1978)
- 06. Februar: Ernest Gruening, US-amerikanischer Politiker († 1974)
- 08. Februar: Heinrich Spoerl, deutscher Schriftsteller († 1955)
- 09. Februar: Wassili Tschapajew, russischer Kommandeur († 1919)
- 10. Februar: Charles W. Sawyer, US-amerikanischer Politiker († 1979)
- 11. Februar: Theodor Schwegler, römisch-katholischer Ordensgeistlicher und Ordensgeistlicher († 1967)
- 11. Februar: Origuchi Shinobu, japanischer Schriftsteller und Literaturwissenschaftler († 1953)
- 12. Februar: Edelmiro Julián Farrell, argentinischer Präsident († 1980)
- 13. Februar: Alexander von Antalffy, ungarisch-deutscher Filmregisseur und Schauspieler († 1961)
- 13. Februar: Max Neufeld, österreichischer Schauspieler und Filmregisseur († 1967)
- 14. Februar: Anton Faistauer, österreichischer Maler († 1930)
- 17. Februar: Willy Bardas, österreichischer Pianist und Musikpädagoge († 1924)
- 17. Februar: Joseph Bech, luxemburgischer Politiker († 1975)
- 17. Februar: Maurice Cappé, französischer Automobilrennfahrer († 1930)
- 17. Februar: Leevi Madetoja, finnischer Komponist († 1947)
- 18. Februar: Gaik Bschischkjan, russischer Militär († 1937)
- 18. Februar: Juan Peiró, spanischer Ökonom und Anarchist († 1942)
- 19. Februar: Nikolai Samuilowitsch Abelman, russischer Revolutionär und Teilnehmer an der Oktoberrevolution († 1918)
- 21. Februar: Korechika Anami, japanischer General und Heeresminister († 1945)
- 21. Februar: Wilhelm Speyer, deutscher Schriftsteller († 1952)
- 21. Februar: Savielly Tartakower, polnisch-französischer Schachspieler († 1956)
- 23. Februar: Hermann Asmus, deutscher Filmarchitekt und Theatermaler († 1968)
- 23. Februar: Oskar Lindberg, schwedischer Komponist († 1955)
- 24. Februar: Mary Ellen Chase, US-amerikanische Schriftstellerin († 1973)
- 24. Februar: Boris Kostić, serbischer Schachmeister († 1963)
- 25. Februar: Ewald Mataré, deutscher Maler und Bildhauer († 1965)
- 26. Februar: William Frawley, US-amerikanischer Schauspieler († 1966)
- 27. Februar: Pjotr Nikolajewitsch Nesterow, russischer Pilot und Flugzeugkonstrukteur († 1914)

### März
- 01. März: Pavel Argeyev, französisch-russischer Jagdflieger († 1922)
- 05. März: Heitor Villa-Lobos, brasilianischer Komponist und Dirigent († 1959)
- 08. März: Marcel Plaisant, französischer Politiker und Widerstandskämpfer († 1958)
- 08. März: Anuschawan Ter-Gewondjan, armenischer Komponist († 1961)
- 09. März: Fritz Lenz, deutscher Anthropologe und Rassenhygieniker († 1976)
- 10. März: Nils Andersson, schwedischer Fußballspieler († 1947)
- 11. März: Raoul Walsh, US-amerikanischer Filmregisseur († 1980)
- 13. März: Alfred Washington Adson, US-amerikanischer Neurochirurg († 1951)
- 13. März: Carlos Isamitt, chilenischer Komponist und Maler († 1974)
- 14. März: Julius Außenberg, österreichischer Filmproduzent, Filmkaufmann und Filmmanager († 1955)
- 14. März: Sylvia Beach, US-amerikanische Buchhändlerin und Verlegerin († 1962)
- 14. März: Ernst Goll, österreichischer Dichter († 1912)
- 14. März: Leon Schiller, polnischer Theaterregisseur und Theatertheoretiker († 1954)
- 15. März: Francis P. Matthews, US-amerikanischer Politiker († 1952)
- 16. März: Valentine Hugo, französische Malerin († 1968)
- 18. März: Carlos Rebelo de Andrade, portugiesischer Architekt († 1971)
- 18. März: Sophie Sondhelm, deutsche Krankenschwester und Heimleiterin († 1944)
- 19. März: Josef Böhm, deutscher Politiker († 1954)
- 20. März: Joseph Orbeli, armenischer Orientalist († 1961)
- 21. März: Franz Goldau, deutscher Landwirt, Gutsbesitzer und Politiker († 1945)
- 21. März: Luis Johnson, chilenischer Maler († 1929)
- 21. März: Bernard Kälin, Schweizer Benediktiner und 55. Abt der Abtei Muri-Gries bei Bozen († 1962)
- 21. März: Ludwig Philipp d'Assis Bento, Kronprinz von Portugal († 1908)

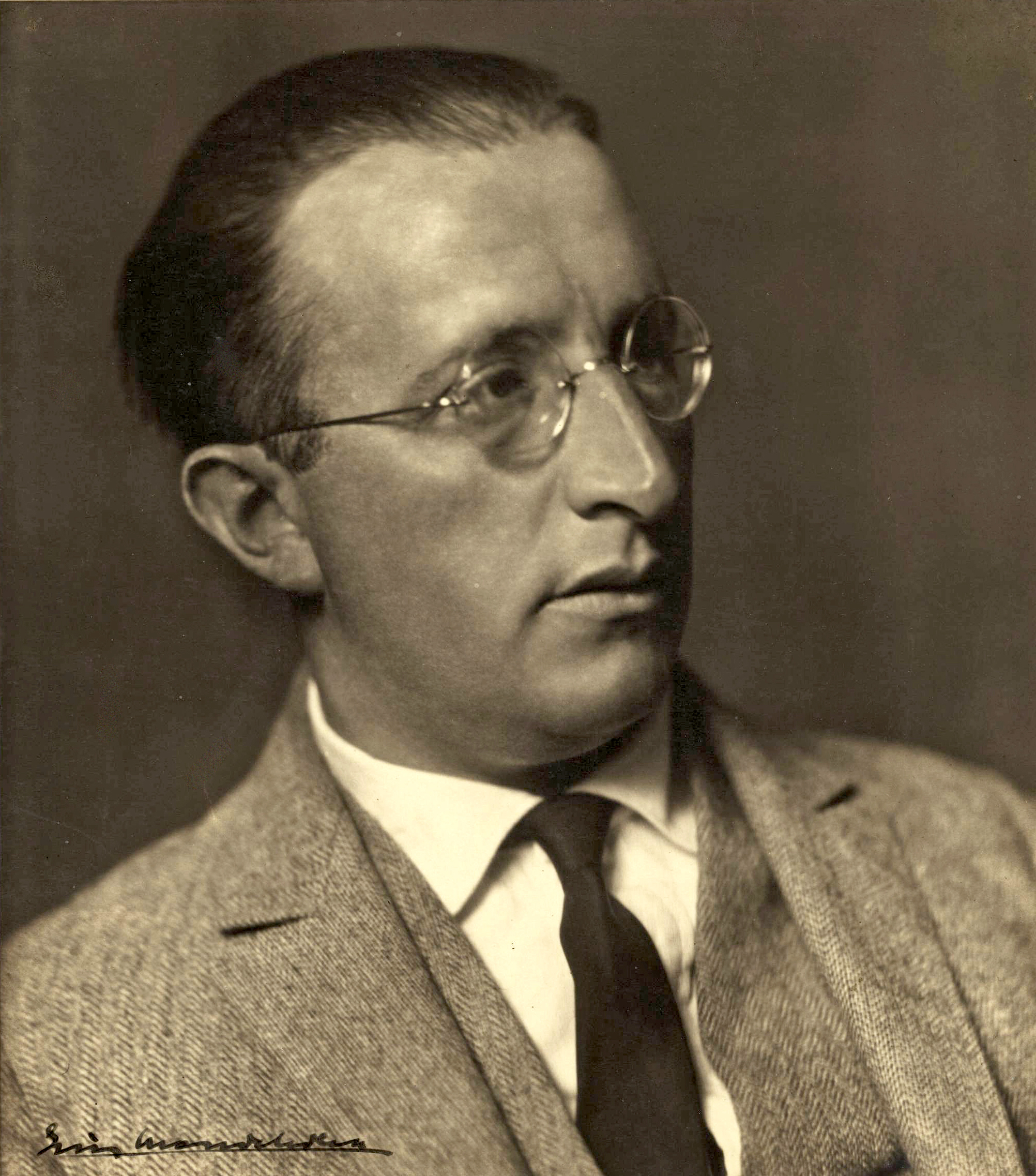
Erich Mendelsohn

- 21. März: Erich Mendelsohn, deutscher Architekt († 1953)
- 21. März: Edwin Scharff, deutscher Bildhauer und Maler († 1955)
- 22. März: Chico Marx, US-amerikanischer Schauspieler und Komiker († 1961)
- 22. März: Giacomo Rimini, US-amerikanischer Opernsänger und Musikpädagoge italienischer Herkunft († 1952)
- 23. März: Josef Čapek, tschechischer Maler, Zeichner und Illustrator († 1945)
- 23. März: Juan Gris, spanisch-französischer Maler des Kubismus († 1927)
- 23. März: Anthony van Hoboken, niederländischer Musikwissenschaftler und Musiksammler († 1983)
- 23. März: Rudolf Kinau, niederdeutscher Schriftsteller († 1975)
- 24. März: Fatty Arbuckle, US-amerikanischer Schauspieler und Regisseur († 1933)
- 24. März: Karl Arnstein, österreichischer Ingenieur der Zeppelin- und Prallluftschiffkonstruktion († 1974)
- 24. März: Helge Arthur Auleb, deutscher Offizier († 1964)
- 25. März: Geoffrey Keynes, britischer Mediziner, Wissenschaftler und Bibliophiler († 1982)
- 25. März: Chuichi Nagumo, japanischer Vizeadmiral († 1944)
- 29. März: Ernst Aebersold, Schweizer Politiker († 1958)
- 29. März: Phraya Phahon Phonphayuhasena, thailändischer Premierminister († 1947)
- 29. März: Alexei Schubnikow, russischer Kristallograph und Mathematiker († 1970)

### April
- 01. April: Leonard Bloomfield, US-amerikanischer Sprachwissenschaftler († 1949)
- 01. April: Fritz Schröder, deutscher Generalmajor der Wehrmacht († 1973)
- 02. April: Louise Schroeder, deutsche Politikerin († 1957)
- 04. April: Frederick Levi Attenborough, britischer Akademiker († 1973)
- 05. April: Hans Ewers, deutscher Politiker († 1968)
- 07. April: Carl Krauch, deutscher Chemiker und Großindustrieller († 1968)
- 08. April: Hans Frohwein, deutscher Jurist und Diplomat († 1956)
- 08. April: Ludwig Wolker, deutscher Mitbegründer des Bundes der deutschen katholischen Jugend (BdkJ) († 1955)
- 09. April: Florence Price, US-amerikanische Komponistin († 1953)
- 09. April: Louis Ziercke, deutscher Maler und Grafiker († 1945)
- 10. April: Bernardo Alberto Houssay, argentinischer Physiologe, Nobelpreisträger († 1971)
- 10. April: Anna von Segesser, Schweizer Krankenschwester und Redaktorin († 1973)
- 10. April: Heinz Tiessen, deutscher Komponist († 1971)
- 12. April: Harold Lockwood, amerikanischer Schauspieler († 1918)
- 16. April: Henry Gordon Bennett, australischer Generalleutnant († 1962)
- 19. April: Marie Arning, deutsche Politikerin († 1957)
- 21. April: Robert Krups, deutscher Unternehmer († 1950)
- 22. April: Harald Bohr, dänischer Mathematiker († 1951)
- 22. April: James Norman Hall, US-amerikanischer Schriftsteller († 1951)
- 22. April: Paul Rodemann, deutscher Politiker († 1963)
- 23. April: Abram B. Enns, schwarzmeerdeutscher Schriftsteller, Kunstkritiker und Pädagoge († 1993)
- 24. April: Denys Finch Hatton, englischer Adliger und Großwildjäger († 1931)
- 24. April: Otto Flöl, deutscher Politiker († 1959)
- 25. April: Charles Edward Fuller, US-amerikanischer Unternehmer, Evangelist und Gründer des Fuller Theological Seminary († 1968)
- 26. April: Lucien Erb, französischer Automobilrennfahrer († 1972)
- 27. April: Warren Wood, US-amerikanischer Golfer († 1926)
- 29. April: Frederik Jacobus Johannes Buytendijk, Biologe, Anthropologe und Psychologe († 1974)
- 29. April: Otto Dumke, deutscher Fußballspieler († 1913)

### Mai
- 01. Mai: Vincenzo Cardarelli, italienischer Journalist, Schriftsteller und Dichter († 1959)
- 01. Mai: Hans Demmelmeier, deutscher Politiker und MdB († 1973)
- 03. Mai: Wilhelm Ackermann, deutscher Journalist († 1959)
- 06. Mai: Michael Browne, irischer katholischer Geistlicher († 1971)
- 07. Mai: Jacob Walcher, deutscher Revolutionär († 1970)
- 08. Mai: Richard Karl Theodor Ambronn, deutscher Geophysiker († 1954)
- 09. Mai: Francisco Alonso, spanischer Komponist († 1948)
- 09. Mai: Erich Hylla, deutscher Pädagoge († 1976)
- 09. Mai: Jan Morávek, tschechischer Historiker und Archivar († 1960)
- 09. Mai: Fritz von Waldthausen, deutscher Bankier († 1957)
- 10. Mai: Iman Dozy, niederländischer Fußballspieler († 1957)
- 10. Mai: Günther Jachmann, deutscher Altphilologe († 1979)
- 10. Mai: August Pepöck, österreichischer Komponist und Kapellmeister († 1967)
- 11. Mai: Erich Worm, deutscher Kunstturner († 1953)
- 11. Mai: Paul Wittgenstein, österreichischer Pianist († 1961)
- 12. Mai: Jean-Charles Roman d’Amat, französischer Archivar und Paläograf († 1976)
- 12. Mai: Johan Wichers, deutscher Komponist († 1956)
- 16. Mai: Jakob van Hoddis, deutscher Dichter des Expressionismus († 1942)
- 17. Mai: Octávio Bevilacqua, brasilianischer Musikwissenschaftler und -pädagoge († 1959)
- 17. Mai: Beatrix Dobie, neuseeländische Malerin († 1944)
- 17. Mai: Gonzaque Lécureul, französischer Automobilrennfahrer († 1984)
- 17. Mai: Ludwig Sievert, deutscher Bühnenbildner († 1966)
- 18. Mai: Ernst Wiechert, Schweizer Schriftsteller († 1950)
- 20. Mai: Bebe Brătianu, rumänischer Politiker († 1956)
- 21. Mai: Walter Campbell Allison Aitkenhead, schottischer Fußballspieler († 1966)
- 22. Mai: Arthur Cravan, britischer Dichter, Amateurboxer und Dada-Vorläufer († 1918)
- 22. Mai: Wilhelm Kaisen, deutscher Politiker, Bremer Bürgermeister († 1979)
- 22. Mai: Jim Thorpe, US-amerikanischer Leichtathlet († 1953)
- 23. Mai: Albert Thoralf Skolem, norwegischer Mathematiker, Logiker und Philosoph († 1963)
- 24. Mai: Hermann Aellen, Schweizer Schriftsteller und Journalist († 1939)
- 25. Mai: Pater Pio, italienischer Kapuzinerpater († 1968)
- 27. Mai: Kasimir Fajans, polnisch-amerikanischer Chemiker († 1975)
- 29. Mai: Carl Schröter, deutscher Politiker († 1952)
- 30. Mai: Alexander Archipenko, US-amerikanischer Bildhauer († 1964)
- 31. Mai: Saint-John Perse, französischer Dichter und Diplomat († 1975)

### Juni
- 02. Juni: Karl Anton, deutscher Theologe († 1956)
- 02. Juni: Walter Reimann, deutscher Maler und Filmarchitekt († 1936)
- 03. Juni: Roland Hayes, US-amerikanischer Sänger († 1977)
- 03. Juni: Olga Körner, deutsche Politikerin († 1969)
- 03. Juni: Hans Kroch, deutsch-jüdischer Bankier († 1970)
- 04. Juni: Tino Danieli, italienischer Unternehmer und Automobilrennfahrer († 1959)
- 05. Juni: Ruth Benedict, US-amerikanische Anthropologin († 1948)
- 08. Juni: Bruno Peyn, deutscher Schriftsteller († 1970)
- 08. Juni: Walther Bremer, deutscher Archäologe († 1926)
- 08. Juni: Karl Brunner, österreichischer Anglist († 1965)
- 09. Juni: Emilio Mola, spanischer General († 1937)
- 10. Juni: Harry F. Byrd senior, US-amerikanischer Politiker († 1966)
- 10. Juni: Wladimir Iwanowitsch Smirnow, russisch-sowjetischer Mathematiker († 1974)
- 13. Juni: André François-Poncet, französischer Politiker und Diplomat († 1978)
- 13. Juni: Bruno Frank, deutscher Schriftsteller († 1945)
- 14. Juni: Oscar Kreuzer, deutscher Tennisspieler († 1968)
- 16. Juni: Jean-Emmanuel Roy, französischer Politiker († 1962)
- 17. Juni: Johann Andres, österreichischer Fußballspieler († 1970)
- 17. Juni: Fraser Gange, US-amerikanischer Sänger und Musikpädagoge († 1962)
- 17. Juni: Hugo Gieseking, deutscher Mathematiker († 1915)
- 18. Juni: Marcet Haldeman, US-amerikanische Autorin († 1941)
- 20. Juni: Adolf Jutz, deutscher Maler und Zeichner († 1945)
- 20. Juni: Kurt Schwitters, deutscher Maler, Werbegrafiker und Universalkünstler († 1948)
- 21. Juni: Josef Jonsson, schwedischer Komponist († 1969)
- 22. Juni: Julian Huxley, englischer Biologe, Philosoph und Schriftsteller († 1975)
- 23. Juni: Paul Altheer, Schweizer Schriftsteller († 1959)
- 23. Juni: Ernst Rowohlt, deutscher Verleger († 1960)
- 24. Juni: Robert Lenneberg, deutsch-brasilianischer Mediziner († 1965)
- 25. Juni: George Abbott, US-amerikanischer Drehbuchautor, Regisseur und Schauspieler († 1995)
- 25. Juni: Arnold Trowell, neuseeländischer Cellist, Komponist und Musikpädagoge († 1966)
- 29. Juni: Albert Ouriou, französischer Automobilrennfahrer († 1955)
- 30. Juni: John Vivian, US-amerikanischer Politiker († 1964)

### Juli
- 02. Juli: Elisabeth Baumann-Schlachter, Schweizer Schriftstellerin († 1941)
- 03. Juli: Federico Della Ferrera, italienischer Rad- und Motorradrennfahrer sowie Ingenieur und Unternehmer († 1965)
- 03. Juli: Hendrika Johanna van Leeuwen, niederländische Physikerin († 1974)
- 05. Juli: Georg Andersen, deutscher Ringer
- 05. Juli: Karl Hanssen, deutscher Fußballspieler († 1916)

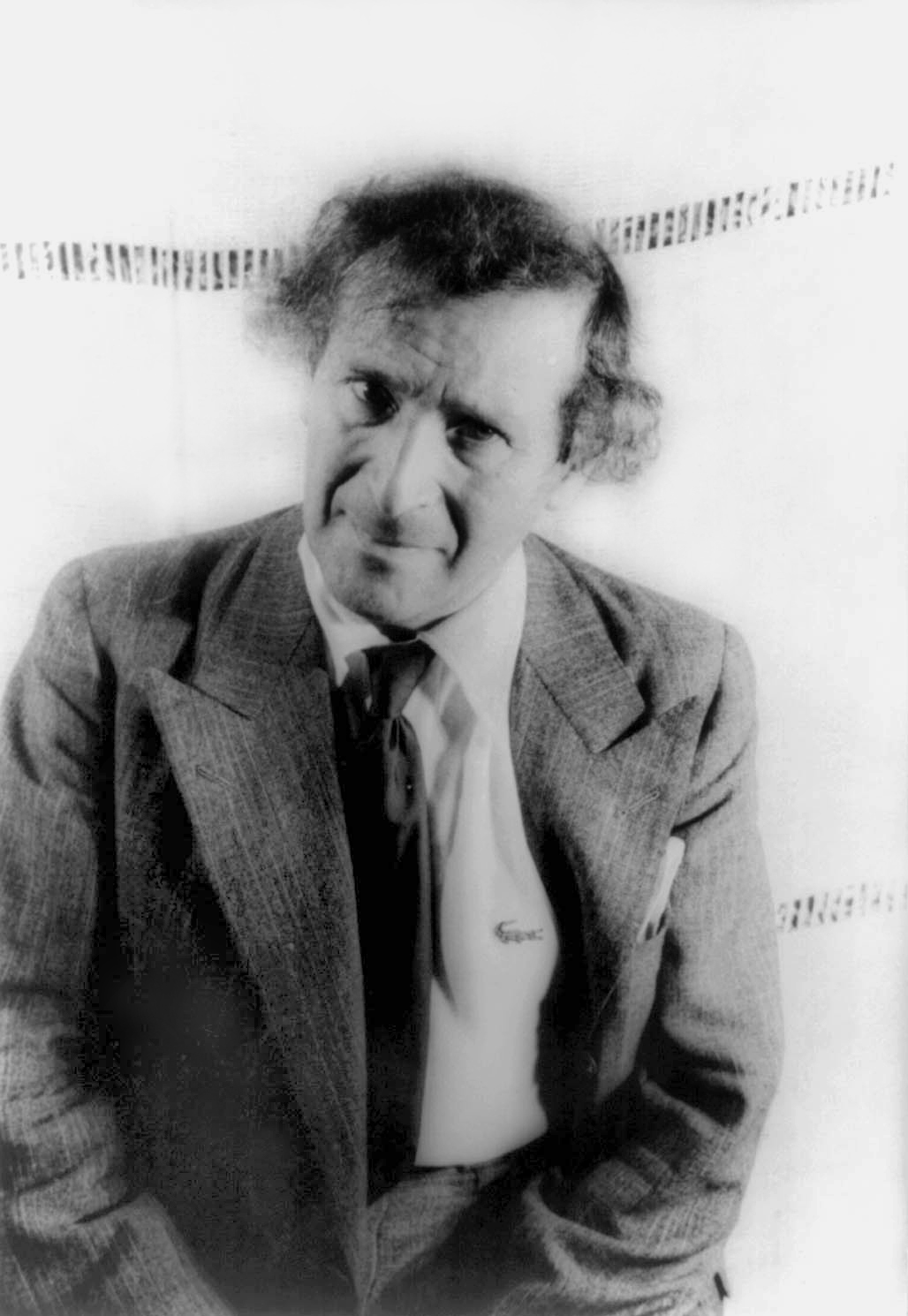
Marc Chagall, 1941

- 06. Juli: Marc Chagall, russisch-französischer Maler († 1985)
- 06. Juli: Walter Flex, deutscher Dichter († 1917)
- 09. Juli: Johannes Ackermanns, deutscher Kommunalpolitiker († 1962)
- 10. Juli: Gé Fortgens, niederländischer Fußballspieler († 1957)
- 10. Juli: Eduard Hermann, estnischer Geher († 1960)
- 12. Juli: Robert Bürkner, deutscher Schauspieler, Theaterintendant, Regisseur und Autor († 1962)
- 13. Juli: Hugo Jury, österreichischer Nationalsozialist († 1945)
- 13. Juli: Walter Graf von Brockdorff-Ahlefeldt, deutscher General († 1943)
- 13. Juli: Robert Land, österreichisch-tschechischer Filmregisseur († 1940)
- 14. Juli: Anton Aulke, deutscher Schriftsteller († 1974)
- 14. Juli: Leopold Cordier, deutscher Theologe († 1939)
- 14. Juli: Mirjam Jacobson, niederländische Malerin und Zeichnerin, Opfer des Holocaust († 1945)
- 16. Juli: Karl Uhle, deutscher Fußballspieler († 1969)
- 17. Juli: Jack Conway, US-amerikanischer Regisseur, Schauspieler und Produzent († 1952)
- 17. Juli: Josef Gerstmann, österreichischer Neurologe († 1969)
- 18. Juli: Vidkun Quisling, norwegischer Nationalsozialist († 1945)

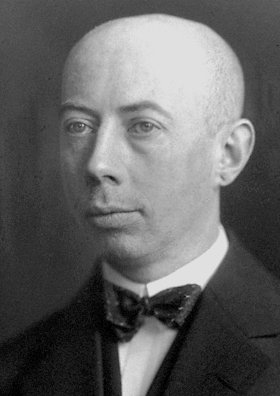
Gustav Hertz, 1925

- 20. Juli: Heinrich Freyschmidt, deutscher Wasserspringer
- 20. Juli: Louis Rigal, französischer Automobilrennfahrer († 1974)
- 22. Juli: Gustav Hertz, deutscher Physiker und Nobelpreisträger († 1975)
- 26. Juli: Karl Anshelm Ansén, schwedischer Fußballspieler († 1959)
- 26. Juli: Leif Halvorsen, norwegischer Komponist, Geiger und Dirigent († 1959)
- 27. Juli: Yamamoto Yūzō, japanischer Schriftsteller († 1974)
- 28. Juli: Jules-François Blondel, französischer Diplomat († 1975)
- 28. Juli: Marcel Duchamp, französischer Maler und Objektkünstler († 1968)
- 28. Juli: Hugo Urban-Emmerich, tschechoslowakischer Unternehmer und Automobilrennfahrer († 1939)
- 29. Juli: Tim Mara, US-amerikanischer American-Football-Funktionär († 1959)
- 29. Juli: Rudi Stephan, deutscher Komponist († 1915)
- 29. Juli: Sigmund Romberg, ungarischer Komponist von Operetten († 1951)
- 31. Juli: Alberto Barberis, italienischer Fußballspieler und Jurist († 1920)

### August
- 02. August: Oskar Anderson, deutscher Statistiker, Ökonom († 1960)
- 02. August: Louis Audouin-Dubreuil, französischer Offizier († 1960)
- 02. August: Fritz Jöde, deutscher Musikpädagoge († 1970)
- 03. August: Ernst Deutsch-Dryden, österreichischer Grafik- und Modedesigner († 1938)
- 05. August: Frigyes Klug, ungarischer Fußballschiedsrichter und -funktionär († 1962)
- 05. August: Johannes Schneider, deutscher Fußballspieler († 1914)
- 06. August: Dudley Benjafield, britischer Arzt und Automobilrennfahrer († 1957)
- 06. August: Oliver Wallace, britisch-US-amerikanischer Komponist und Dirigent († 1963)
- 07. August: Hermann Rauschning, deutscher Musikwissenschaftler und Politiker († 1982)
- 08. August: Samuel Agnon, israelischer Schriftsteller († 1970)
- 09. August: Hans Oster, deutscher Berufsoffizier und Widerstandskämpfer († 1945)
- 10. August: Edward Leedskalnin, lettischer Bildhauer und Ingenieur († 1951)
- 12. August: Helene Roth, Schweizer Malerin († 1966)
- 12. August: Erwin Schrödinger, österreichischer Physiker († 1961)
- 13. August: Otton Marcin Nikodým, polnischer Mathematiker († 1974)
- 14. August: Kenelm Lee Guinness, britischer Unternehmer und Automobilrennfahrer († 1937)
- 15. August: Otto Schniewind, deutscher Politiker, Ministerialdirektor im Reichswirtschaftsministerium († 1970)
- 15. August: Stanley Vestal, amerikanischer Schriftsteller, Dichter und Historiker († 1957)
- 17. August: Egon Lustgarten, österreichischer Dirigent und Komponist († 1961)

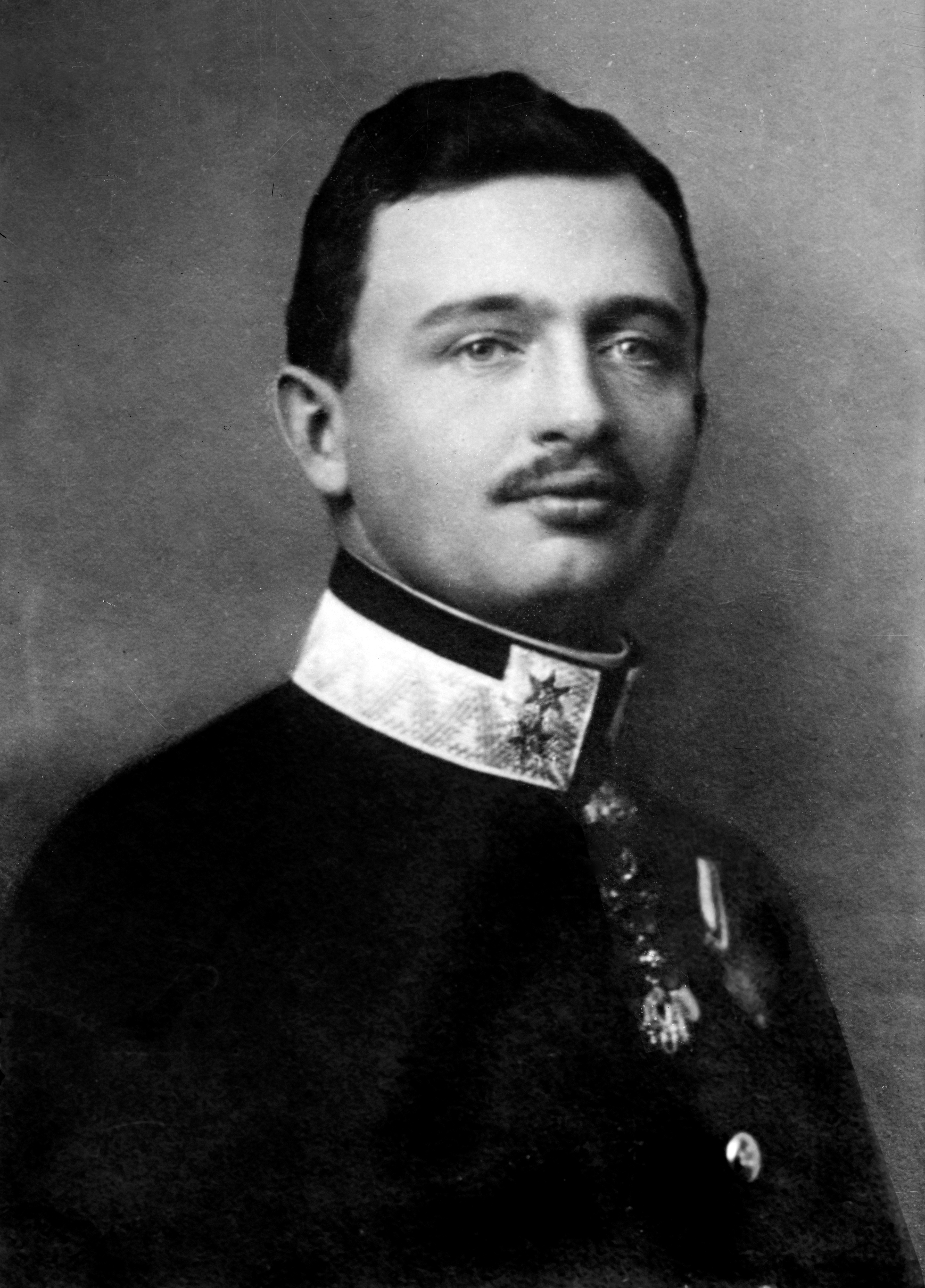
Karl I. von Österreich

- 17. August: Karl I., Kaiser von Österreich und König von Ungarn († 1922)
- 17. August: Marcus Garvey, jamaikanischer Journalist († 1940)
- 17. August: Samuel Alphonse Stritch, Erzbischof von Chicago und Kardinal († 1958)
- 18. August: Louis Balart, französischer Automobilrennfahrer († 1967)
- 18. August: Alma Johanna Koenig, österreichische Lyrikerin und Erzählerin († 1942)
- 18. August: Hermann Finsterlin, deutscher Architekt, Maler, Dichter und Komponist († 1973)
- 21. August: Hermann Hammerschmidt, deutscher Rechtsanwalt und Notar († 1944)
- 22. August: Johann Ludwig Graf Schwerin von Krosigk, deutscher Politiker, Reichsfinanzminister und Reichsaußenminister († 1977)
- 24. August: Alexander Falzmann, polnischer evangelischer Geistlicher, Pfarrer von Zgierz († 1942)
- 24. August: Carl Møller, dänischer Ruderer († 1948)
- 24. August: Franz Wallack, österreichischer Planer und Techniker († 1966)
- 25. August: Fartein Valen, norwegischer Komponist († 1952)
- 25. August: Friedrich Wilhelm Lübke, deutscher Ministerpräsident († 1954)
- 26. August: Carl Boese, deutscher Filmregisseur, Schauspieler und Autor († 1958)
- 27. August: James Finlayson, schottisch-US-amerikanischer Filmschauspieler und Komödiant († 1953)
- 28. August: Wladimir Uralski, russischer bzw. sowjetischer Schauspieler († 1955)
- 28. August: Daniel Zamudio Guerrero, kolumbianischer Komponist und Musikwissenschaftler († 1952)
- 29. August: Luis Abraham Delgadillo, nicaraguanischer Komponist († 1961)
- 29. August: Vittorio Faroppa,  italienischer Fußballspieler und -trainer († 1958)
- 30. August: Kaarlo Johan Jalmari Anttila, finnischer Ringer († 1975)
- 30. August: Adam Kuckhoff, deutscher Schriftsteller und Widerstandskämpfer († 1943)
- 31. August: Friedrich Adolf Paneth, deutsch-österreichischer Chemiker († 1958)

### September
- 01. September: Blaise Cendrars, französischer Autor († 1961)
- 03. September: Max Brauer, deutscher Politiker († 1973)
- 03. September: Ludwig Gies, deutscher Maler und Bildhauer († 1966)
- 04. September: Otto Adams, deutscher Politiker und Gewerkschafter († 1966)
- 04. September: Placide Morency, kanadischer Sänger († 1980)
- 04. September: Hermann Zondek, deutscher Arzt († 1979)
- 07. September: Robert Laly, französischer Automobilrennfahrer († 1972)
- 07. September: Herman Peltzer, niederländischer Fußballspieler († 1957)
- 07. September: Edith Sitwell, britische Schriftstellerin († 1964)
- 08. September: Jacob L. Devers, US-amerikanischer General († 1979)
- 08. September: Sivananda, Yoga-Meister († 1963)
- 08. September: Walther Hensel, deutscher Volksliedforscher und Volksliedsammler († 1956)
- 10. September: Giovanni Gronchi, italienischer Staatspräsident 1955 bis 1962 († 1978)
- 12. September: Friedrich Wilhelm Hermann Aevermann, deutscher Pädagoge und Politiker († 1962)
- 12. September: Yusif Vəzir Çəmənzəminli, aserbaidschanischer Schriftsteller und Staatsmann († 1943)
- 12. September: Auguste Lazar, österreichische Schriftstellerin († 1970)
- 13. September: Lancelot Holland, britischer Admiral († 1941)
- 13. September: Hipólito Lázaro, spanischer Opernsänger (Tenor) († 1974)
- 13. September: Arno Philippsthal, deutscher jüdischer Arzt († 1933)
- 13. September: Leopold Ružička, Schweizer Chemiker und Nobelpreisträger († 1976)

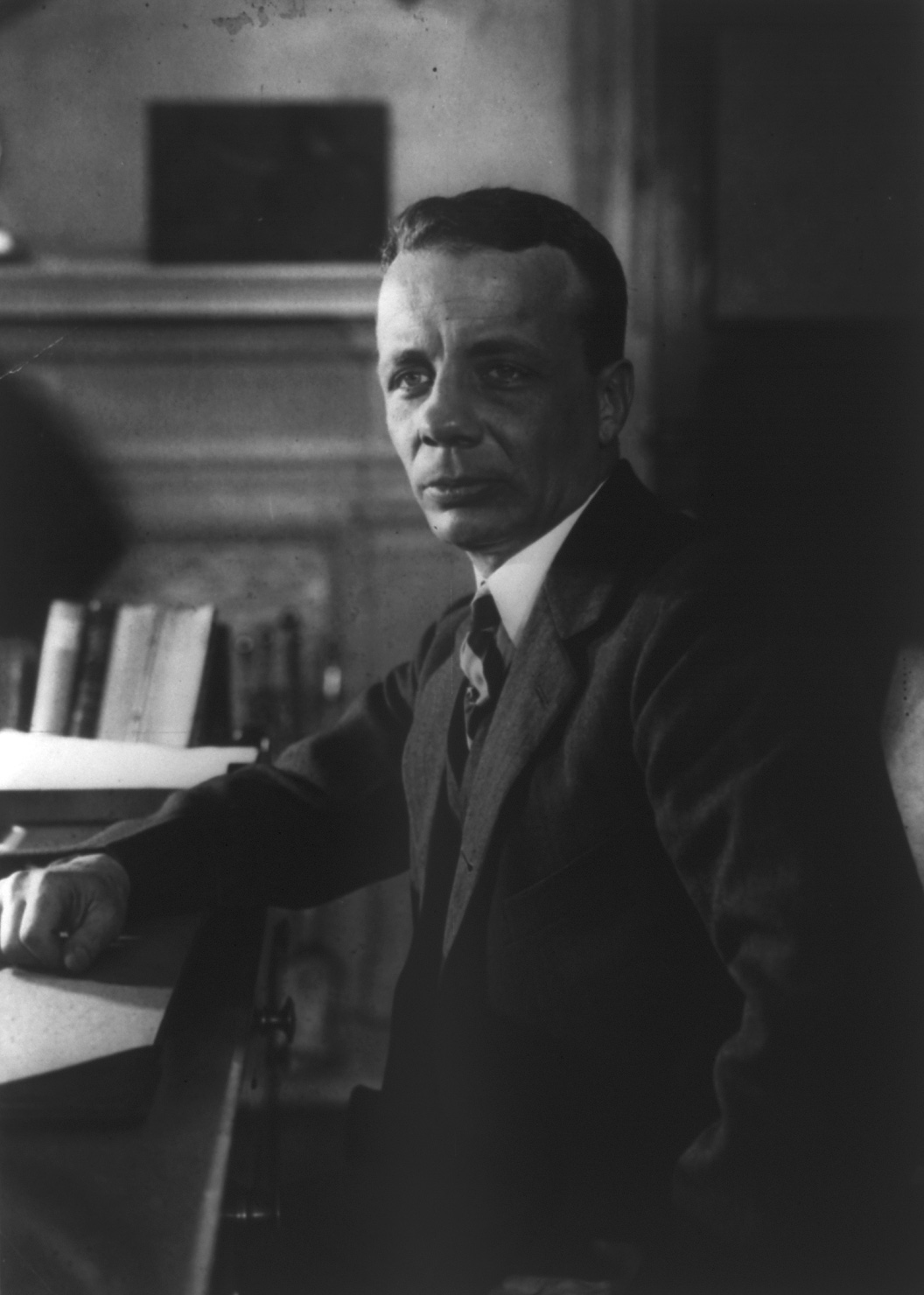
Theodore Roosevelt jr., 1921

- 13. September: Theodore Roosevelt jr., US-amerikanischer Staatsbeamter, Politiker und Armeeoffizier († 1944)
- 14. September: Friedrich Wagner, deutscher Archäologe († 1963)
- 14. September: Karl Taylor Compton, US-amerikanischer Physiker († 1954)
- 15. September: Carlos Dávila Espinoza, chilenischer Politiker, Diplomat und Journalist († 1955)
- 16. September: Nadia Boulanger, französische Musikpädagogin, Komponistin und Dirigentin († 1979)
- 18. September: Giacinto Ghia, italienischer Automobildesigner († 1944)
- 19. September: Erwein Freiherr von Aretin, deutscher Journalist und Heimatpolitiker († 1952)
- 19. September: Lovie Austin; US-amerikanische Blues und Jazz-Pianistin, Arrangeurin und Komponistin († 1972)
- 19. September: Paul Dölz, deutscher Politiker († 1975)
- 19. September: Lynne Overman, amerikanischer Schauspieler († 1943)
- 20. September: Erich Hecke, deutscher Mathematiker († 1947)
- 22. September: Denis Nowell Pritt, britischer Jurist und Politiker († 1972)
- 23. September: Willy Hallstein, deutscher Grafiker, Karikaturist und Zeichner († 1923)
- 23. September: Wilhelm Hoegner, deutscher Jurist und Politiker († 1980)
- 23. September: Alfieri Maserati, italienischer Automobilingenieur und -rennfahrer († 1932)
- 24. September: Wilhelm Niklas, deutscher Politiker († 1957)
- 25. September: Jacques Margueritte, französischer Automobilrennfahrer († 1939)
- 25. September: Armand Weiser, Architekt und Fachschriftsteller († 1933)
- 26. September: Giuseppe Milano, italienischer Fußballspieler und -trainer († 1971)
- 27. September: Alexander Willwoll, Schweizer Jesuit und Psychologe († 1961)
- 28. September: Avery Brundage, US-amerikanischer Sportfunktionär, Präsident des IOC († 1975)
- 30. September: Lil Dagover, deutsche Schauspielerin († 1980)

### Oktober
- 02. Oktober: Yasuhiko Asaka, japanischer Adeliger und General († 1981)
- 03. Oktober: Liselotte Dross, deutsche Malerin und Illustratorin († 1996)
- 03. Oktober: Rudolf Hermann, deutscher Theologe und Religionsphilosoph († 1962)
- 05. Oktober: Max Ackermann, deutscher Maler, ein Schüler Adolf Hölzels († 1975)
- 05. Oktober: René Cassin, französischer Jurist und Friedensnobelpreisträger († 1976)
- 05. Oktober: Nils Middelboe, dänischer Fußballspieler († 1976)

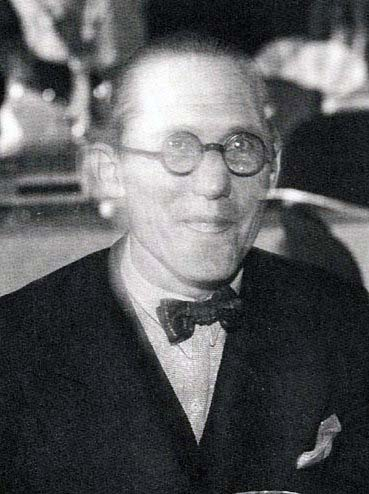
Le Corbusier

- 06. Oktober: Le Corbusier, schweizerisch-französischer Architekt, Architekturtheoretiker, Stadtplaner, Maler, Zeichner, Bildhauer und Möbeldesigner († 1965)
- 06. Oktober: Maria Jeritza, österreichische Kammersängerin (Sopran) († 1982)
- 08. Oktober: Franz Dischinger, deutscher Bauingenieur († 1953)
- 08. Oktober: Hugo Krueger, deutscher Ingenieur und Bergwerksdirektor († 1964)
- 09. Oktober: Anna Dräger-Mühlenpfordt, deutsche Malerin († 1984)
- 09. Oktober: Manuel Ortiz de Zárate, chilenischer Maler († 1946)
- 10. Oktober: Walther Jesinghaus, deutscher Turner († 1968)
- 11. Oktober: Oscar Shaw, US-amerikanischer Schauspieler († 1967)

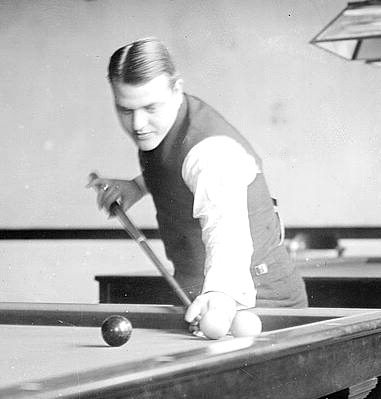
Willie Hoppe († 1959)

- 11. Oktober: Willie Hoppe, US-amerikanischer Karambolagespieler und 51-facher Weltmeister († 1959)
- 12. Oktober: Fritz Eichler, österreichischer Archäologe († 1971)
- 12. Oktober: Paula von Preradović, österreichische Schriftstellerin († 1951)
- 13. Oktober: Jozef Tiso, De-facto-Vorsitzender der Slowakischen Volkspartei († 1947)
- 14. Oktober: Carlo Grano, italienischer römisch-katholischer Kardinal († 1976)
- 14. Oktober: Auguste Lemaître, Schweizer evangelischer Geistlicher und Hochschullehrer († 1970)
- 15. Oktober: Chester Ray Longwell, US-amerikanischer Geologe († 1975)
- 15. Oktober: Oliver Godfrey, britischer Motorradrennfahrer und Flieger im Ersten Weltkrieg († 1916)
- 15. Oktober: Emil Hegetschweiler, Schweizer Schauspieler († 1959)
- 15. Oktober: Fernán Silva Valdés, uruguayischer Schriftsteller († 1975)
- 16. Oktober: Lily Hildebrandt, deutsche Malerin und Grafikerin († 1974)
- 16. Oktober: Bruno Zeiß, deutscher Kommunalpolitiker und Vertriebenenfunktionär († 1972 oder 1973)
- 20. Oktober: Gerhard Boyer, deutscher Postbeamter und Politiker († 1963)
- 20. Oktober: Karl Alfred Kihn, deutscher Politiker († 1976)
- 20. Oktober: Vic Gonsalves, niederländischer Fußballspieler († 1922)
- 21. Oktober: Fritz Rieter-Wieland, Schweizer Offizier und Herausgeber († 1970)
- 22. Oktober: John Reed, US-amerikanischer Journalist († 1920)
- 24. Oktober: Giuseppe Armellini, italienischer Astronom († 1958)
- 24. Oktober: Octave Lapize, französischer Radrennfahrer († 1917)
- 24. Oktober: Victoria Eugénie von Battenberg, Königin von Spanien († 1969)
- 24. Oktober: Curt Proskauer, deutschamerikanischer Zahnarzt und Medizinhistoriker († 1972)
- 25. Oktober: Radaslau Astrouski, belarussischer Politiker und Aktivist († 1976)
- 25. Oktober: Hans von Tschammer und Osten, Reichssportführer im Dritten Reich († 1943)
- 25. Oktober: Lothar Rendulic, österreichischer General († 1971)
- 25. Oktober: Willem Andriessen, niederländischer Komponist und Professor († 1964)
- 27. Oktober: Arvo Ylppö, finnischer Kindermediziner († 1992)
- 27. Oktober: Mikhayl Assaf, syrischer Erzbischof in Jordanien († 1970)
- 27. Oktober: Nico de Wolf, niederländischer Fußballspieler († 1967)
- 28. Oktober: Fred Barry, kanadischer Schauspieler und Sänger († 1964)
- 29. Oktober: Hans Thuar, deutscher Maler († 1945)
- 30. Oktober: Aadriaan Cornelis van Leeuwen, niederländischer Komponist und Dirigent († 1991)
- 30. Oktober: Georg Heym, deutscher Schriftsteller († 1912)
- 31. Oktober: Chiang Kai-shek, chinesischer Politiker, Präsident der Republik China († 1975)
- 31. Oktober: Hector Pellerin, kanadischer Sänger, Schauspieler und Entertainer († 1953)

### November
- 01. November: Lawrence Stephen Lowry, englischer Künstler († 1976)
- 01. November: Max Trapp, deutscher Komponist († 1971)
- 02. November: Hans Schmidt, deutscher Fußballspieler († 1916)
- 03. November: Magda Spiegel, deutsche Opernsängerin († 1944)
- 04. November: Carlos López y Valles, mexikanischer Schauspieler († 1942)
- 04. November: Štefan Lux, tschechoslowakischer Künstler und Journalist († 1936)
- 04. November: Smicjer Schylunowitsch, belarussischer Politiker († 1937)
- 07. November: Philipp Borchers, deutscher Bergsteiger und Funktionär († 1949)
- 07. November: Guus van Hecking-Colenbrander, niederländischer Fußballspieler († 1945)
- 08. November: Juri Alexandrowitsch Schaporin, russischer Komponist († 1966)
- 09. November: Gertrude Astor, US-amerikanische Schauspielerin († 1977)
- 10. November: Adam Ankenbrand, deutscher SS-Unterscharführer († 1948)
- 10. November: Robert O. Blood, US-amerikanischer Politiker († 1975)
- 10. November: Hans Ehard, deutscher Jurist und Politiker († 1980)
- 10. November: Arnold Zweig, deutscher Schriftsteller († 1968)
- 12. November: Fritz Schori, Schweizer Komponist und Dirigent († 1971)
- 12. November: Charles A. Sprague, US-amerikanischer Politiker († 1969)
- 13. November: Arcadio María Larraona Saralegui, römisch-katholischer Kardinal († 1973)
- 14. November: Lajos Áprily, ungarischer Dichter und Übersetzer († 1967)
- 14. November: Bernhard Paumgartner, österreichischer Musiker († 1971)
- 14. November: Elisabeth Tombrock, deutsche Ordensgründerin († 1938)
- 15. November: Ashida Hitoshi, japanischer Politiker und Premierminister († 1959)
- 15. November: Marianne Moore, US-amerikanische Schriftstellerin († 1972)
- 15. November: Georgia O’Keeffe, US-amerikanische Malerin († 1986)
- 16. November: Hans Blume, niederländischer Fußballspieler († 1978)
- 16. November: Oskar Helmer, österreichischer Politiker († 1963)
- 17. November: Bernard Montgomery, britischer Feldmarschall des Zweiten Weltkrieges († 1976)
- 17. November: Ernst August, deutscher Adeliger, letzter regierender Herzog von Braunschweig-Lüneburg († 1953)
- 17. November: Georg Haar, deutscher Stifter und Notar († 1945)
- 17. November: Martin Werner, Schweizer reformierter Theologe († 1964)
- 18. November: Lucia Apicella, italienische Philanthropin († 1982)
- 18. November: Peter Christel Asmussen, deutscher Politiker († 1959)
- 18. November: Luigi Ferraris, italienischer Fußballspieler († 1915)
- 18. November: György Szebeny, ungarischer Ruderer († 1968)
- 18. November: Miklós Szebeny, ungarischer Ruderer († 1919)
- 18. November: Karl Wagler, sächsischer Stillleben- und Landschaftsmaler († 1975)
- 19. November: Alfred Baeumler, deutscher Philosoph und Pädagoge († 1968)
- 19. November: James Batcheller Sumner, US-amerikanischer Chemiker († 1955)
- 20. November: Eck Robertson, US-amerikanischer Country-Musiker († 1975)
- 22. November: Pietro Bordino, italienischer Automobilrennfahrer († 1928)
- 22. November: Kurt Feldt, deutscher Kavalleriegeneral während des Zweiten Weltkriegs († 1970)
- 23. November: Alina Borioli, Schweizer Lehrerin und Schriftstellerin († 1965)
- 23. November: Boris Karloff, englischer Filmschauspieler († 1969)

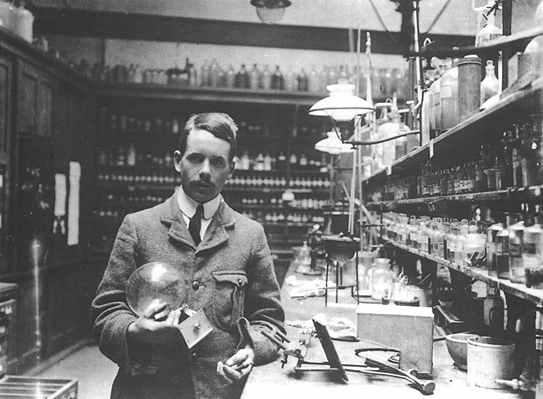
Henry Moseley

- 23. November: Henry Moseley, englischer Physiker († 1915)
- 24. November: Walter Baumgartner, Schweizer evangelisch-reformierter Theologe, Philologe, Philosoph und Ordinarius für Altes Testament und semitische Sprachen († 1970)
- 24. November: Erich von Manstein, deutscher Generalfeldmarschall († 1973)
- 24. November: Raoul Paoli, französischer Sportler und Filmschauspieler († 1960)
- 25. November: Paul Amstutz, Schweizer Staatsbeamter († 1963)
- 25. November: Nikolai Iwanowitsch Wawilow, russischer Botaniker und Genetiker († 1943)
- 28. November: Arthur Ney, Schweizer Komponist und Dirigent († 1963)
- 28. November: Ernst Röhm, deutscher Nationalsozialist und langjähriger Führer der Sturmabteilung († 1934)
- 30. November: Auguste Distave, belgischer Graphiker († 1947)

### Dezember
- 03. Dezember: Richard Becker, deutscher Physiker († 1955)
- 03. Dezember: Higashikuni Naruhiko, japanischer Politiker und Premierminister († 1990)
- 04. Dezember: Will Grohmann, deutscher Kunsthistoriker und Kunstkritiker († 1968)
- 05. Dezember: Louis Chenard, französischer Unternehmer und Automobilrennfahrer († 1949)
- 06. Dezember: Minakami Takitarō, japanischer Schriftsteller († 1940)
- 07. Dezember: Ernst Toch, deutsch-österreichischer Komponist († 1964)
- 08. Dezember: Vicente Emilio Sojo, venezolanischer Komponist († 1974)
- 09. Dezember: Andor Arató, rumäniendeutscher Kirchenmusiker und Komponist († 1964)
- 09. Dezember: Cyril Snipe, britischer Automobilrennfahrer († 1944)
- 10. Dezember: Wladimir Eliasberg, deutscher Psychiater († 1969)
- 10. Dezember: Arthur Hoffmann, deutscher Leichtathlet († 1932)
- 11. Dezember: Hanns Kerrl, deutscher Politiker und Reichsminister, Reichskirchenminister († 1941)
- 11. Dezember: Ralph Carr, US-amerikanischer Politiker († 1950)
- 12. Dezember: Guido Ascoli,  italienischer Mathematiker († 1957)
- 12. Dezember: Kurt Atterberg, schwedischer Komponist, Dirigent und Musikkritiker († 1974)
- 13. Dezember: Friedrich Eymann, Schweizer reformierter Theologe, Pädagoge und Anthroposoph († 1954)
- 13. Dezember: George Pólya, US-amerikanischer Mathematiker († 1985)
- 13. Dezember: Alvin C. York, US-amerikanischer Soldat († 1964)
- 14. Dezember: Xul Solar, argentinischer Maler († 1963)
- 16. Dezember: Johann Grahsl, österreichischer römisch-katholischer Priester († 1945)
- 16. Dezember: Johann Radon, österreichischer Mathematiker († 1956)
- 17. Dezember: Josef Lada, tschechischer Illustrator und Kinderbuchautor († 1957)
- 18. Dezember: Franz Schnabel, deutscher Historiker († 1966)
- 19. Dezember: August Abel, deutscher Politiker und Journalist († 1962)
- 19. Dezember: Willis Smith, US-amerikanischer Politiker († 1953)
- 20. Dezember: Jean Douarinou, französischer Automobilrennfahrer († 1939)
- 20. Dezember: Frank Klaus,  US-amerikanischer Boxer im Mittelgewicht und hielt im Jahre 1913 den Weltmeistertitel († 1948)

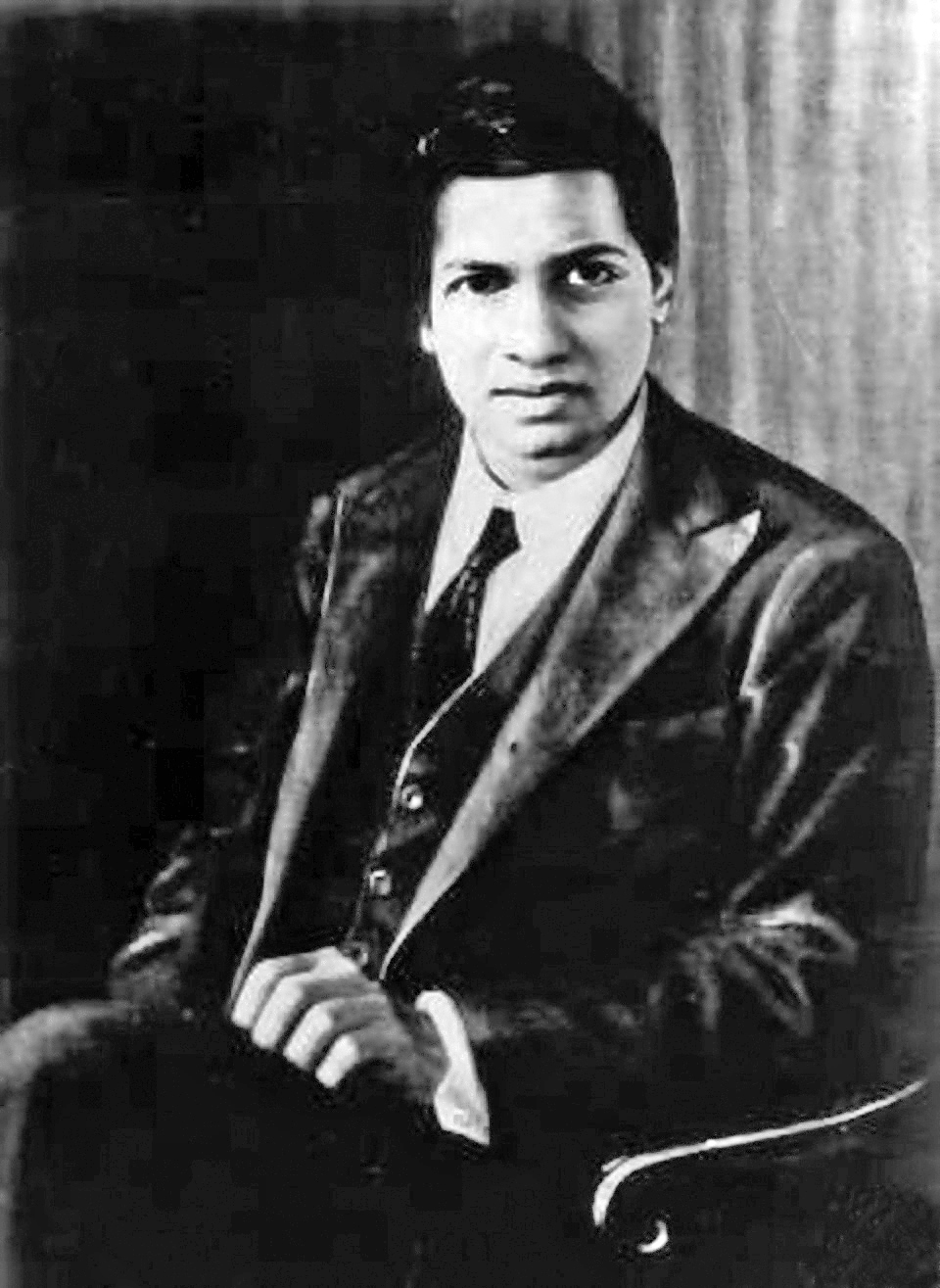
Srinivasa Ramanujan

- 22. Dezember: Edgar Atzler, deutscher Physiologe († 1938)
- 22. Dezember: Srinivasa Ramanujan, indischer Mathematiker († 1920)
- 22. Dezember: Wolf von Wolffersdorff, deutscher Politiker und Landrat († 1945)
- 23. Dezember: Thomas Otto Achelis, deutscher Gymnasiallehrer, Historiker und Autor († 1967)
- 23. Dezember: John Cromwell, US-amerikanischer Schauspieler und Regisseur († 1979)
- 24. Dezember: Heinrich Addicks, deutscher Politiker († 1975)
- 25. Dezember: Conrad Hilton, US-amerikanischer Hotelier, Gründer der Hilton Hotels Corporation († 1979)
- 26. Dezember: Pierre Kamel Medawar, israelischer Bischof († 1985)
- 26. Dezember: Arthur Ernest Percival, britischer Lieutenant General († 1966)
- 27. Dezember: Edward Neville da Costa Andrade, britischer Physiker († 1971)
- 28. Dezember: Walter Ruttmann, deutscher Filmregisseur († 1941)
- 29. Dezember: Nell Walden, schwedisch-schweizerische Malerin († 1975)
- 30. Dezember: C. D. Broad, englischer Philosoph († 1971)
- 30. Dezember: Hans Chloupač, österreichischer Regierungsrat und Fossiliensammler († 1965)
- 31. Dezember: Gaston Modot, französischer Filmschauspieler († 1970)
- 31. Dezember: Willy Römer, deutscher Pressefotograf († 1979)

### Genaues Geburtsdatum unbekannt
- Pjotr Andrejewitsch Arschinow, russischer Anarchist († 1938)
- Marion Blackwell, US-amerikanische Dominikanerschwester, Komponistin und Musikpädagogin († 1987)
- Eduardo Fornarini, italienischer Musikpädagoge und Komponist († 1967)
- Pieter Herfst, niederländischer Pianist und Dirigent († 1960)
- Jorge Letelier, chilenischer Maler († 1966)
- Enrique Lobos, chilenischer Maler († 1918)
- Red Newman, kanadischer Komiker und Sänger († 1952)
- Vizconde de Lascano Tegui, argentinischer Diplomat († 1966)
- Ali-Naghi Vaziri, iranischer Musiker und Komponist († 1979)
- Ricardo Wolf, Erfinder, kubanischer Botschafter in Israel und Philanthrop († 1981)

## Gestorben

### Erstes Quartal
- 02. Januar: Joseph Aigner, Tiroler Orgelbauer (* 1809)
- 09. Januar: Gottfried Adolf Kinau, deutscher Pastor und Astronom (* 1814)
- 14. Januar: Friedrich von Amerling, österreichischer Maler (* 1803)
- 17. Januar: Eduard von Todesco, österreichischer Bankier, Unternehmer und Philanthrop (* 1814)
- 19. Januar: André-Charles-Victor Reille, französischer General (* 1815)
- 22. Januar: António Maria de Fontes Pereira de Melo, portugiesischer Politiker und Staatsmann (* 1819)
- 24. Januar: Moritz Brosig, deutscher Komponist und Organist (* 1815)
- 25. Januar: Johannes Carl, deutscher evangelischer Theologe, Konsistorialrat und Dichter (* 1806)
- 27. Januar: Wilhelm Henzen, deutscher Epigraphiker (* 1816)
- 04. Februar: Thomas Samuel Ashe, US-amerikanischer Politiker (* 1812)
- 08. Februar: Albert Adamo, deutscher Genremaler (* 1849)
- 13. Februar: Nicolas Adames, Bischof von Luxemburg (* 1813)
- 17. Februar: Leopold von Pebal, österreichischer Chemiker (* 1826)
- 19. Februar: Multatuli (Eduard Douwes Dekker), niederländischer Schriftsteller (* 1820)
- 26. Februar: Anandi Gopal Joshi, indische Ärztin (* 1865)
- 27. Februar: Alexander Porfirjewitsch Borodin, russischer Komponist, Chemiker und Mediziner (* 1833)
- 28. Februar: Wilhelmine Amalie Wöhler, deutsche Malerin (* 1841)
- 04. März: Pierre Jean Beckx, belgischer General der Jesuiten (* 1795)
- 06. März: Paul Arnold, hessischer Hofbaumeister und Politiker (* 1804)
- 07. März: Carl Ferdinand von Arlt, österreichischer Chirurg und Augenarzt (* 1812)
- 08. März: Henry Ward Beecher, US-amerikanischer Prediger (* 1813)
- 08. März: Paul Féval, französischer Schriftsteller (* 1816)
- 18. März: Ferdinand Scheller, deutscher Klavier- und Orgelbauer (* 1807)
- 19. März: Józef Ignacy Kraszewski, polnischer Schriftsteller (* 1812)
- 20. März: Paul Wassiljewitsch Annenkow, russischer Gutsbesitzer (* 1813)
- 24. März: Justin Holland, US-amerikanischer Gitarrist, Komponist und Musikpädagoge (* 1819)
- 25. März: Jean Désiré Montagney Artôt, belgischer Hornist (* 1803)
- 26. März: Johann Heinrich Schäfer, deutscher Orgelbauer (* 1810)
- 28. März: William Smithe, kanadischer Politiker (* 1842)

### Zweites Quartal
- 03. April: Friedrich Wilhelm Grimme, deutscher Schriftsteller, Heimatdichter und Botaniker (* 1827)
- 05. April: Iwan Nikolajewitsch Kramskoi, russischer Maler, Pädagoge und Kunstkritiker ukrainischer Herkunft (* 1837)
- 06. April: David Wyatt Aiken, US-amerikanischer Politiker (* 1828)
- 10. April: Wilhelm Adolf Schmidt, deutscher Historiker (* 1812)
- 13. April: Edouard Millault, französischer Komponist, Violinist und Musikpädagoge (* 1808)
- 18. April: Alfred Adelmann von Adelmannsfelden, deutscher Offizier und Schriftsteller (* 1848)
- 24. April: Peter Karl Adam Christian Friedrich Wilhelm von Aretin auf Haidenburg, deutscher Politiker (* 1814)
- 27. April: Alfred von Reumont, deutscher Staatsmann und Historiker (* 1808)
- 06. Mai: Jakob Brennwald, Schweizer Unternehmer und Politiker (* 1825)
- 07. Mai: Adolph Bermpohl, deutscher Navigationslehrer, einer der Initiatoren zur Gründung der DGzRS (* 1833)
- 08. Mai: Johannes von Kuhn, deutscher Theologe (* 1806)
- 19. Mai: Charles E. Stuart, US-amerikanischer Politiker (* 1810)
- 20. Mai: Alexander Ecker, deutscher Anatom und Anthropologe (* 1816)
- 21. Mai: August Mylius, deutscher Missionar (* 1819)
- 23. Mai: Ludvig Mathias Lindeman, norwegischer Komponist (* 1812)
- 31. Mai: Christian Friedrich Ehrlich, deutscher Komponist, Pianist und Musikpädagoge (* 1808)
- 31. Mai: Moritz Wagner, deutscher Reisender, Geograph und Naturforscher (* 1813)
- 04. Juni: William Almon Wheeler, US-Vizepräsident (* 1819)
- 16. Juni: José Rufino Echenique, peruanischer General und Präsident von Peru (* 1808)
- 18. Juni: Zsigmond Kovács, ungarischer römisch-katholischer Bischof (* 1820)
- 21. Juni: Gozewijn Jan Loncq, niederländischer Mediziner (* 1810)
- 22. Juni: E. Marlitt, deutsche Schriftstellerin des Biedermeier (* 1825)
- 25. Juni: James Speed, US-amerikanischer Jurist und Politiker (* 1812)

### Drittes Quartal
- 02. Juli: Luke P. Poland, US-amerikanischer Politiker (* 1815)
- 04. Juli: Félix Le Couppey, französischer Musikpädagoge, Pianist und Komponist (* 1811)
- 04. Juli: Friedrich Hundt, deutscher Fotograf (* 1808)
- 05. Juli: August Friedrich Pott, deutscher Sprachforscher (* 1802)
- 11. Juli: Alfred Jacques Henri Berthoud, Schweizer Kaufmann sowie Plantagenbesitzer und Sklavenhalter (* 1802)

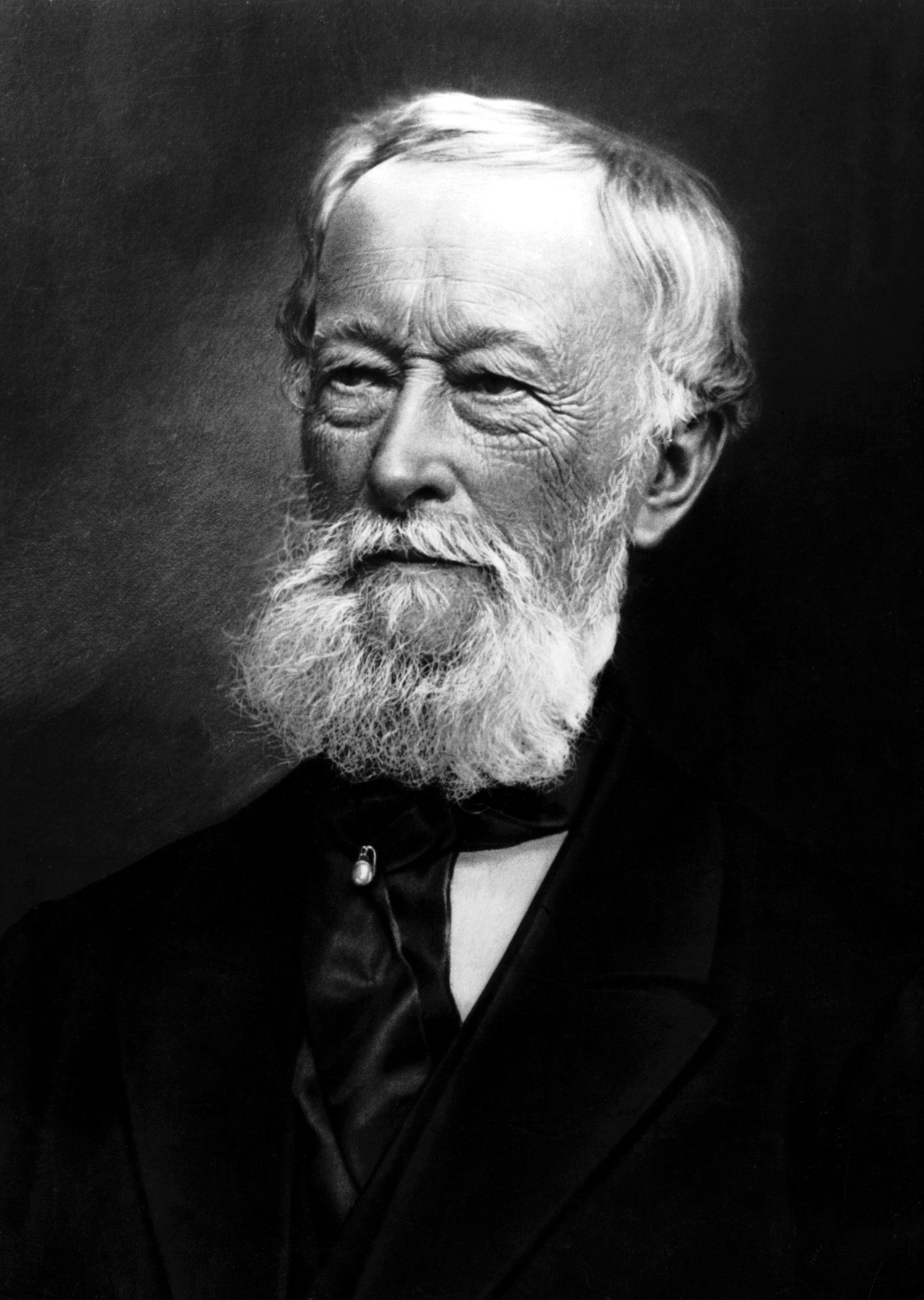
Alfred Krupp

- 14. Juli: Alfred Krupp, deutscher Erfinder und Industrieller (* 1812)
- 24. Juli: August Feierabend, Schweizer Mediziner und Schriftsteller (* 1812)
- 25. Juli: John Taylor, englischer Präsident der Kirche Jesu Christi der Heiligen der Letzten Tage (* 1808)
- 26. Juli: Louise Aglaé Massart, französische Pianistin, Musikpädagogin und Komponistin (* 1827)
- 28. Juli: Ernst von Leutsch, deutscher Altphilologe (* 1808)

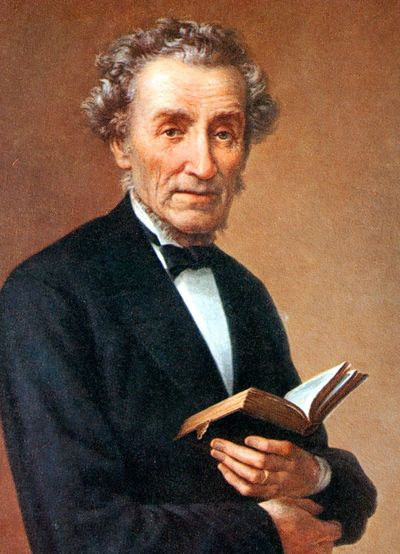
Gustav Werner

- 01. August: Santiago González Portillo, Präsident von El Salvador (* 1818)
- 02. August: Gustav Werner, deutscher evangelischer Pfarrer und Gründer der gleichnamigen Stiftung (* 1809)
- 08. August: Alexander William Doniphan, US-amerikanischer Offizier, Jurist und Politiker (* 1808)
- 13. August: Jules Pasdeloup, französischer Dirigent (* 1819)
- 14. August: Aaron Augustus Sargent, US-amerikanischer Politiker (* 1827)
- 20. August: Johann Nordmann, österreichischer Journalist und Schriftsteller (* 1820)
- 27. August: Wilhelm Valentin Volckmar, deutscher Komponist und Organist (* 1812)
- 04. September: Bendicht Peter, Schweizer Offizier und Beamter (* 1842)
- 12. September: Washington Bartlett, US-amerikanischer Politiker (* 1824)
- 13. September: Alois von Brinz, deutscher Rechtswissenschaftler und Politiker (* 1820)
- 14. September: Friedrich Theodor Vischer, deutscher Schriftsteller und Politiker (* 1807)
- 16. September: William Aiken Jr., US-amerikanischer Politiker (* 1806)
- 16. September: Joseph Cilley, US-amerikanischer Politiker (* 1791)
- 19. September: James W. Flanagan, US-amerikanischer Politiker (* 1805)
- 21. September: William Preston, US-amerikanischer Politiker (* 1816)
- 29. September: Bernhard von Langenbeck, deutscher Chirurg (* 1810)
- 30. September: Josef Matras, österreichischer Schauspieler und Sänger (* 1832)

### Viertes Quartal
- 06. Oktober: Hugo Ewald von Kirchbach, preußischer General (* 1809)
- 06. Oktober: Philipp Wilhelm Wernher, hessischer Politiker (* 1802)
- 07. Oktober: George J. Webb, US-amerikanischer Organist und Komponist (* 1803)
- 08. Dezember: Bernhard Heinrich Michelson, russischer Agronom und Hochschullehrer (* 1812)
- 09. Oktober: Maurice Strakosch, US-amerikanischer Konzertunternehmer und Komponist (* 1825)

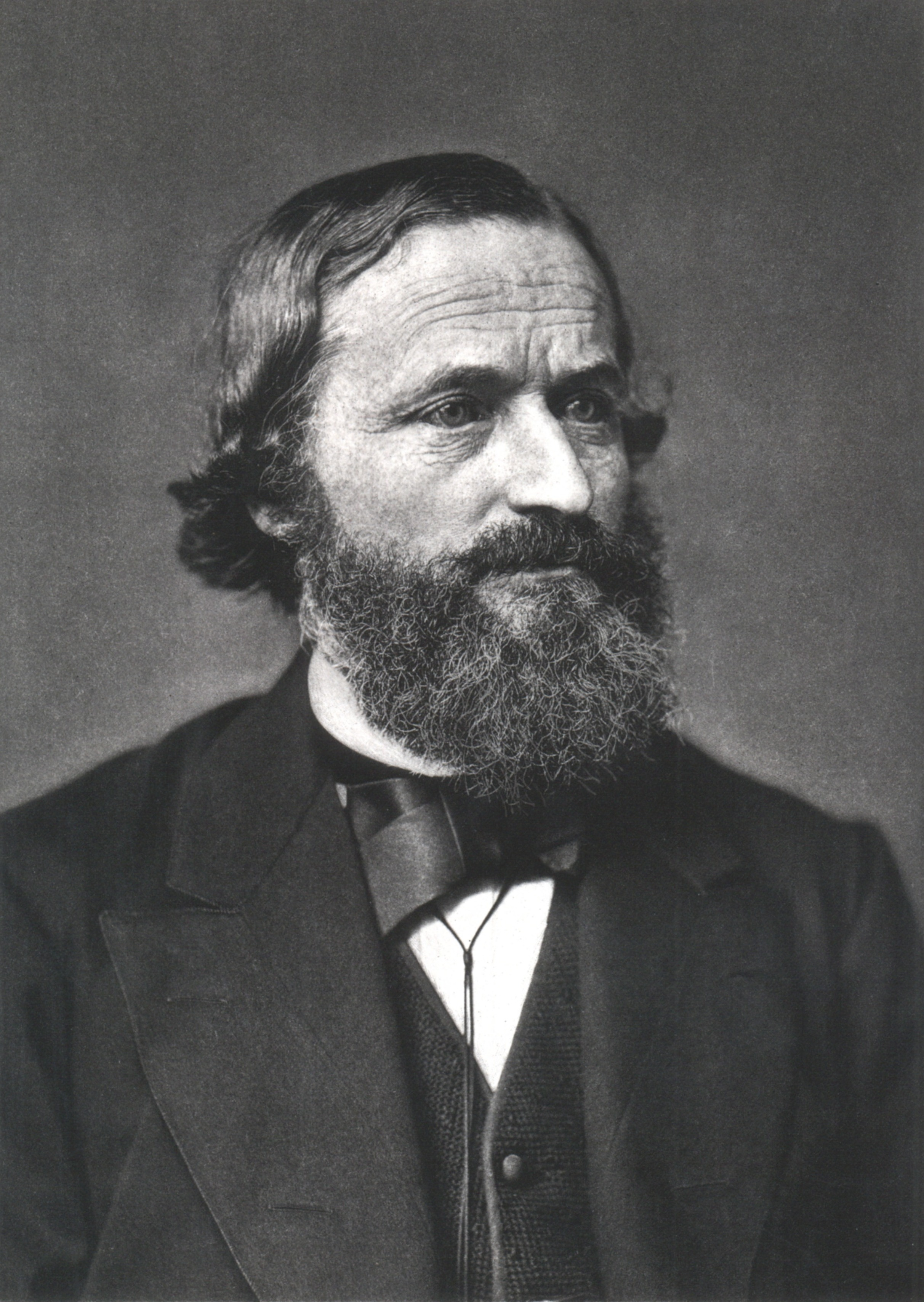
Gustav Kirchhoff

- 17. Oktober: Gustav Robert Kirchhoff, deutscher Physiker (* 1824)
- 26. Oktober: Victor Delannoy, französischer Komponist und Musikpädagoge (* 1825)
- 26. Oktober: Johannes Ronge, deutscher katholischer Priester (* 1813)
- 27. Oktober: Karl Goedeke, deutscher Literaturhistoriker (* 1814)
- 02. November: Alfred Domett, Premierminister von Neuseeland (* 1811)
- 02. November: Jenny Lind, schwedische Sängerin (* 1820)
- 03. November: Nicolaus Zink, deutsch-US-amerikanischer Zivilingenieur und Farmer (* 1812)
- 04. November: Marie Léonie Manière, französische Kommunardin (* 1826)

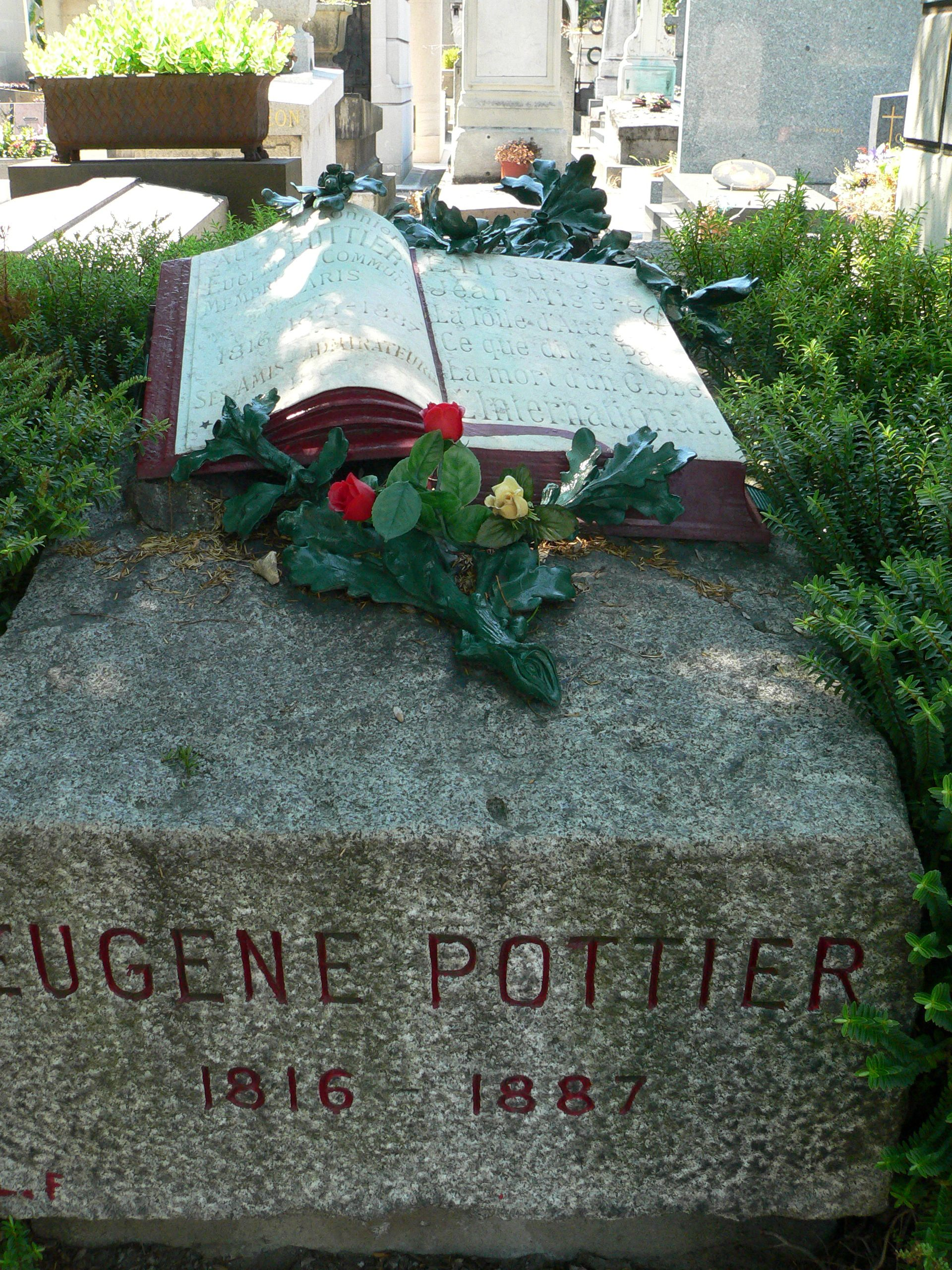
Das Grab Eugène Pottiers auf dem Friedhof Père-Lachaise in Paris

- 06. November: Eugène Pottier, französischer Dichter (* 1816)
- 07. November: Heinrich Richard Baltzer, deutscher Mathematiker (* 1818)
- 08. November: Doc Holliday, US-amerikanischer Zahnarzt und Revolverheld des Wilden Westens (* 1851)
- 10. November: Gibson Atherton, US-amerikanischer Politiker (* 1831)
- 10. November: August Reifferscheid, deutscher Altphilologe (* 1835)
- 11. November: August Spies, deutsch-US-amerikanischer Redakteur und Herausgeber (* 1855)
- 11. November: George Engel, deutscher Anarchist (* 1836)
- 17. November: Carl Greith, schweizerischer Komponist (* 1828)
- 18. November: Gustav Theodor Fechner, deutscher Physiker und Philosoph (* 1801)
- 19. November: Emma Lazarus, US-amerikanische Dichterin (* 1849)
- 20. November: Louis Gallait, belgischer Maler (* 1810)
- 21. November: Juan Carlos de Borbón, carlistischer Thronprätendent in Spanien und Frankreich (* 1822)
- 22. November: Josef Groll, deutscher (bayerischer) Braumeister (* 1813)
- 25. November: Johann Jakob Bachofen, Schweizer Jurist und Altertumsforscher (* 1815)
- 28. November: Levi Spear Burridge, US-amerikanischer Zahnarzt (* 1829)
- 05. Dezember: Philippe Rousseau, französischer Maler (* 1816)
- 15. Dezember: Adolf von Arnim-Boitzenburg, deutscher Politiker (* 1832)
- 18. Dezember: Edmund Alexander de Schweinitz, US-amerikanischer evangelischer Theologe, Bischof und Präsident der Herrnhuter Brüdergemeine (* 1825)
- 20. Dezember: František Hegenbarth, tschechischer Cellist und Musikpädagoge (* 1818)
- 23. Dezember: Landaff Watson Andrews, US-amerikanischer Politiker (* 1803)
- 23. Dezember: Leonard Sowiński, polnischer Dichter und Literarhistoriker (* 1831)
- 24. Dezember: Daniel Manning, US-amerikanischer Politiker (* 1831)
- 28. Dezember: John S. Marmaduke, US-amerikanischer Politiker (* 1833)

### Genaues Todesdatum unbekannt
- Francesco Malipiero, italienischer Komponist (* 1824)